# Rudoka
Rudoka sau Marele Rudoka (în albaneză Maja e Njeriut, Rudoka e Madhe, în macedoneană Рудока, transliterat: Rudoka, în sârbă Велика Рудока, cu alfabet latin: Velika Rudoka) este un vârf al lanțului montan Šar, situat în sudul Kosovo și nord-vestul Macedoniei de Nord, pe linia de frontieră dintre cele două țări. Având o altitudine de 2.660 metri, vârful reprezintă punctul de maximă altitudine din Kosovo. 
Conform unor surse din anii 1970, altitudinea vârfului era de 2.658 metri, dar măsurătorile ulterioare au arătat că valoarea reală este cu 2 metri mai mare.

## Controversa celui mai înalt vârf din Kosovo
În Kosovo, cel mai înalt vârf este considerat Đeravica din munții Prokletije, care are o înălțime de doar 2.656 de metri, dar este situat integral pe teritoriul Kosovo. Informația a figurat și în Anuarele Statistice ale Serbiei publicate până în anul 2020, precum și în manualele școlare sârbești. Ediția din 2021 a Anuarului Statistic al Serbiei a corectat informația, menționând că cel mai înalt vârf din Serbia este Velika Rudoka, informație publicată și în ediția din 2021 a manualului de geografie pentru școlile primare din Serbia. 
Totuși, ediția din 2023 a Anuarului Statistic al Kosovo încă afirma că Đeravica este cel mai înalt vârf al țării. În Iugoslavia, se știa că vârful Rudoka (în sârbă Велика Рудока) este mai înalt decât Đeravica (în sârbă Ђеравица) cel puțin din anul 1972, când a fost publicată Harta Topografică a Iugoslaviei. Potrivit lui Sava Stanković, locotenent colonel în retragere al Serviciului de Geodezică al Armatei Sârbe și fost șef al Serviciului de Frontieră al Ministerului Afacerilor Externe din Republica Serbia, eroarea a fost cauzată de granițele definite imprecis dintre Republica Socialistă Macedonia și Republica Socialistă Serbia, în perioada când acestea erau părți ale RSF Iugoslavia. Velika Rudoka a devenit de jure cel mai înalt vârf montan din Republica Federală Iugoslavia abia după destrămarea Iugoslaviei, atunci când linia de frontieră a fost clar determinată, în urma încheierii unui tratat între Republica Federală Iugoslavia și Republica Macedonia de Nord, semnat la Skopje la 23 februarie 2001.

## Geografie
Vârful Rudoka este situat în munții Šar, la sud-vest de orașul nord-macedonean Tetovo și la sud-est de satul kosovar Brod. Lanțul montan este orientat pe direcția sud-vest spre nord-est. Versanții estici sunt foarte abrupți, iar versanții vestici coboară lin spre poale. Pe partea nord-macedoneană, la poalele vârfului Rudoka și în zona imediat apropiată se găsesc doar câteva ape curgătoare și sunt puține văi, dar se găsesc două lacuri glaciare: Lacul Negru (în macedoneană Црно Езеро, transliterat: Crno Ezero) și Lacul Alb (în macedoneană Бело Езеро, transliterat: Belo Ezero). Mazdrača (în macedoneană Маздрача), un mic râu care se varsă în râul Vardar, își are sursa în Lacul Negru.

## Geologie
Munții Šar formează un lanț montan care se întinde în partea de vest a Albaniei, în Kosovo și Macedonia de Nord. Lanțul montan este alcătuit în principal din roci de calcar și dolomit, fiind format datorită activității tectonice din paleogen.
Paratethys a fost o veche mare continentală care acoperea sudul Europei, Marea Mediterană și Africa de Nord. Studiile arată că bazinul oceanului Tethys s-a închis în urmă cu peste 10 milioane de ani, din cauza deplasării plăcilor tectonice, iar în câmpia Kosovo s-a format un lac cu apă de mare de mică adâncime numit Oceanul Vardar, ceea ce a permis depunerea treptată a sedimentelor care mai târziu aveau să formeze rocile de calcar din regiune. Deoarece calcarul este atât de răspândit, numeroase formațiuni carstice sunt vizibile pe masivele Prokletije și Šar, rocile precum calcarul și ghipsul fiind dizolvate de apă. Topografia carstică include, în general, doline, peșteri, torenți și ape subterane, toate acestea constituind caracteristici topografice comune în Peninsula Balcanică.

## Parcul Național Munții Šar, Kosovo
Parcul Național Munții Šar (în albaneză Parku Kombëtar i Sharrit, în sârbă Национални парк Шар планина, cu alfabet latin: Nacionalni park Šar planina) este situat în partea de sud-est a Kosovo. Munții Šar, unii dintre cei mai mari și mai înalți munți din Peninsula Balcanică, reprezintă o ramură separată a Alpilor Dinarici și constituie o graniță naturală între Macedonia de Nord și Kosovo. Parcul Național a fost înființat de guvernul Iugoslaviei în 1986 pe o suprafață de 39.000 ha și reînființat de parlamentul din Kosovo prin Legea Parcului Național Munții Šar adoptată la 13 decembrie 2012, o decizie din anul următor stabilind că suprafața protejată este de 53.469 hectare.
Parcul național se află la aproximativ 70 de kilometri de capitala Kosovo, Pristina, în zona frontierei triple dintre Kosovo, Albania și Macedonia de Nord. În zona Parcului Național Munții Šar sunt desemnate cincisprezece rezervații naturale stricte precum Bredhik, Koretnik, Lumbardhi, Lubeteni, Koblica, Dupnica, Bistra, Rusenica, precum și un număr mare de geomonumente, hidromonumente și biomonumente.
Formarea terenului din parcul național este în primul rând rezultatul mișcărilor tectonice, care au creat principalele caracteristici geomorfologice, depresiuni glaciare și morene. Peste 50 de circuri glaciare (circurile din Ljuboten, izvorul Ropoti, circul lacului Livadhi, circul Durullovi, circul lacului Jazhinca etc.) sunt considerate bunuri naturale de importanță națională și internațională. Peisajul parcului național este caracterizat de munți înalți și văi adânci. Acești munți separă trei bazine hidrografice majore și includ râuri, lacuri și cascade. Întreaga zonă a munților Šar este fragmentată de numeroase văi, formate de pâraie și râuri care se varsă în principal în râurile Drinul Alb (în albaneză Drini i Bardhë, în macedoneană Бел Дрим, în sârbă Бели Дрим) și Lepenac (în albaneză Lepenci, în macedoneană Лепенец, în sârbă Лепенац). În părțile sudice ale parcului național, văile de pe cursurile superioare ale râurilor Mužica, Bolonjska, Blateštica și Suva sunt înguste și adânci, formând chei și defilee. Clima este continentală, cu ierni reci și veri răcoroase.

### Floră
Din punct de vedere fitogeografic, Parcul Național Munții Šar aparține provinciei Iliria din Regiunea Circumboreală a Regatului Boreal. Se încadrează în întregime în ecoregiunea terestră a pădurilor mixte balcanice (Balkan Mixed Forests) din zona temperată palearctică și biomul temperat al pădurilor de foioase și mixte (Temperate broadleaf and mixed forests).
În Parcul Național Munții Šar au fost identificate peste 2.000 de specii de plante vasculare, reprezentând aproximativ 25% din flora balcanică și aproximativ 18% din flora europeană. Pe baza datelor existente, aproximativ 29% dintre aceste specii sunt endemice.
Ecosistemele forestiere includ ultimele rămășițe ale pădurilor endemice și relicte de pin macedonean (Pinus peuce) și de pin bosniac (Pinus heldreichii ssp. leucodermis), care sunt amestecate cu molid (Picea abies) și brad argintiu (Abies alba) la altitudini ceva mai mici. La altitudini mai mari se regăsește pinul de munte (Pinus mugo), care domină desișurile. Zonele înalte sunt dominate de pășuni alpine și subalpine, zone stâncoase și mlăștinoase, pe un substrat de calcar sau silicat.
În parcul național, 175 de specii de plante sunt strict protejate, 247 sunt endemice în Balcani, iar 18 pot fi găsite doar în munții Šar. Flora parcului național include trandafirul alpin (Rosa pendulina), ciulinul (Carduus nutans), coada-șoricelului regelui Alexandru (Achillea alexandri-regis), silena lui Nikolić (Heliosperma nikolicii), o specie endemică de crucifere (Bornmuellera dieckii), garofița de Šar (Dianthus scardicus), trandafirul lui Doerfler (Potentilla doerfleri) și șofranul de luncă macedonean (Colchicum macedonicum). Una dintre speciile relicte este ramonda Nataliei (Ramonda nathaliae), care a dispărut din cea mai mare parte a Europei în timpul ultimei ere glaciare și crește ca specie endemică în Serbia, Macedonia de Nord și Grecia.

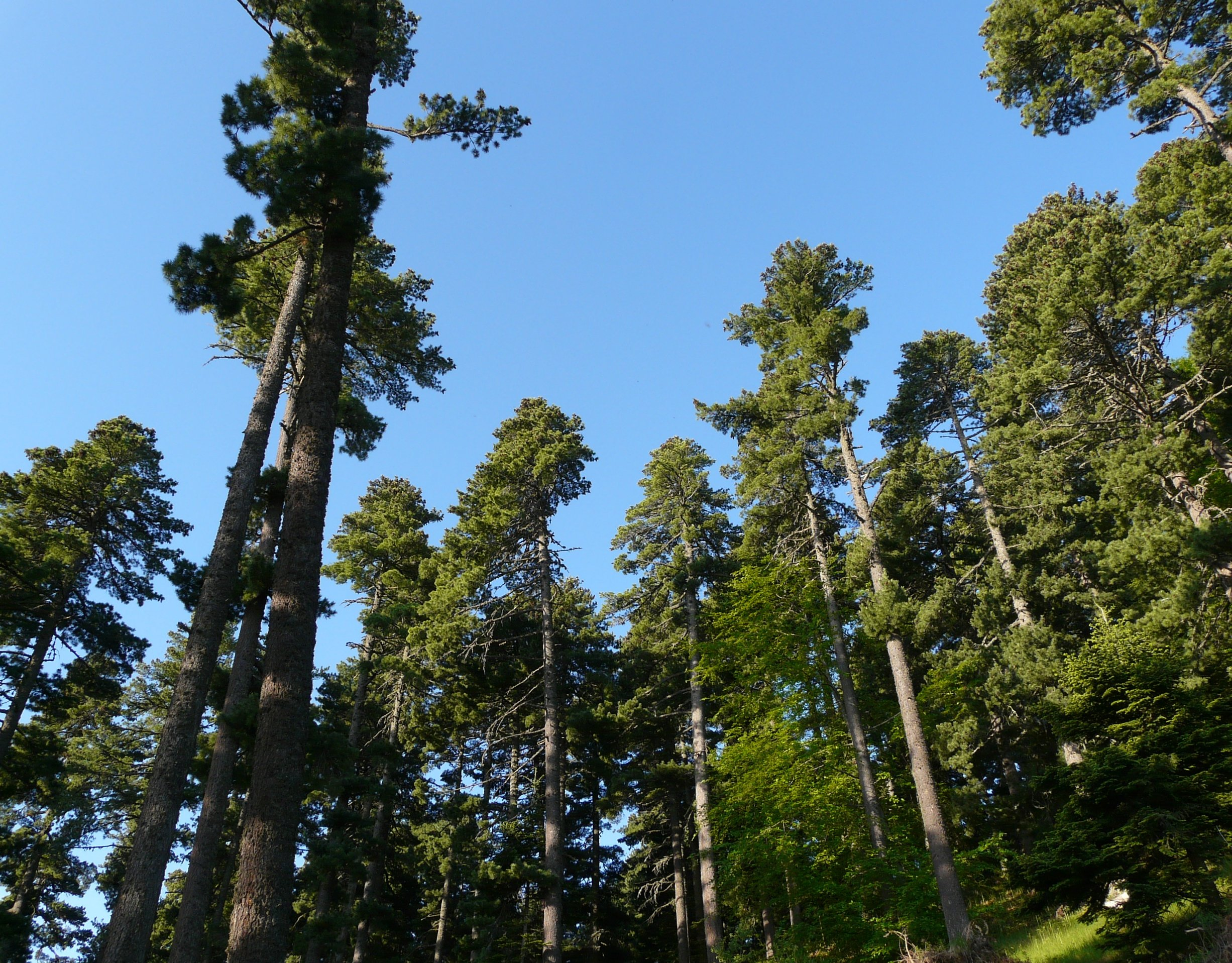
Pin macedonean (Pinus peuce)
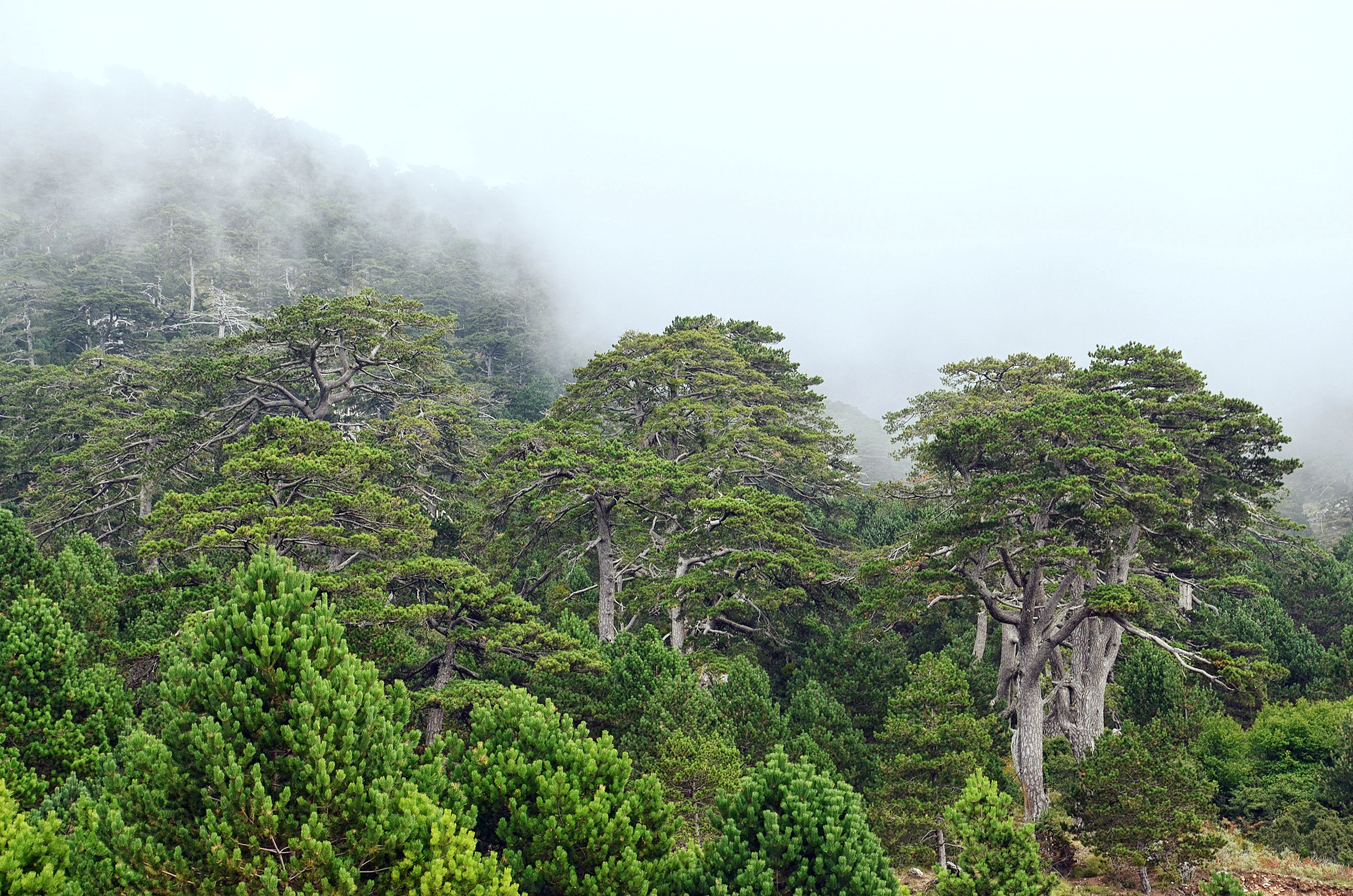
Pin bosniac (Pinus heldreichii)
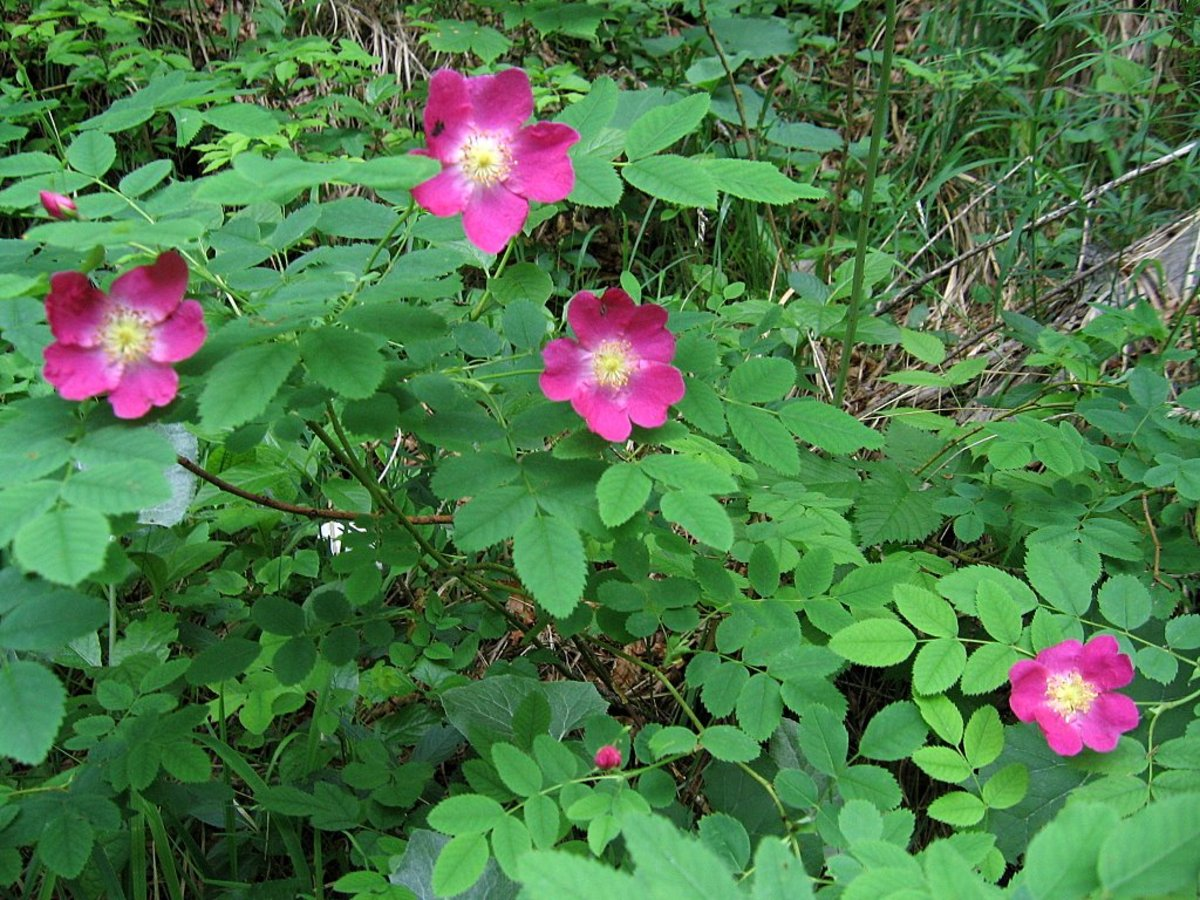
Trandafir alpin (Rosa pendulina)
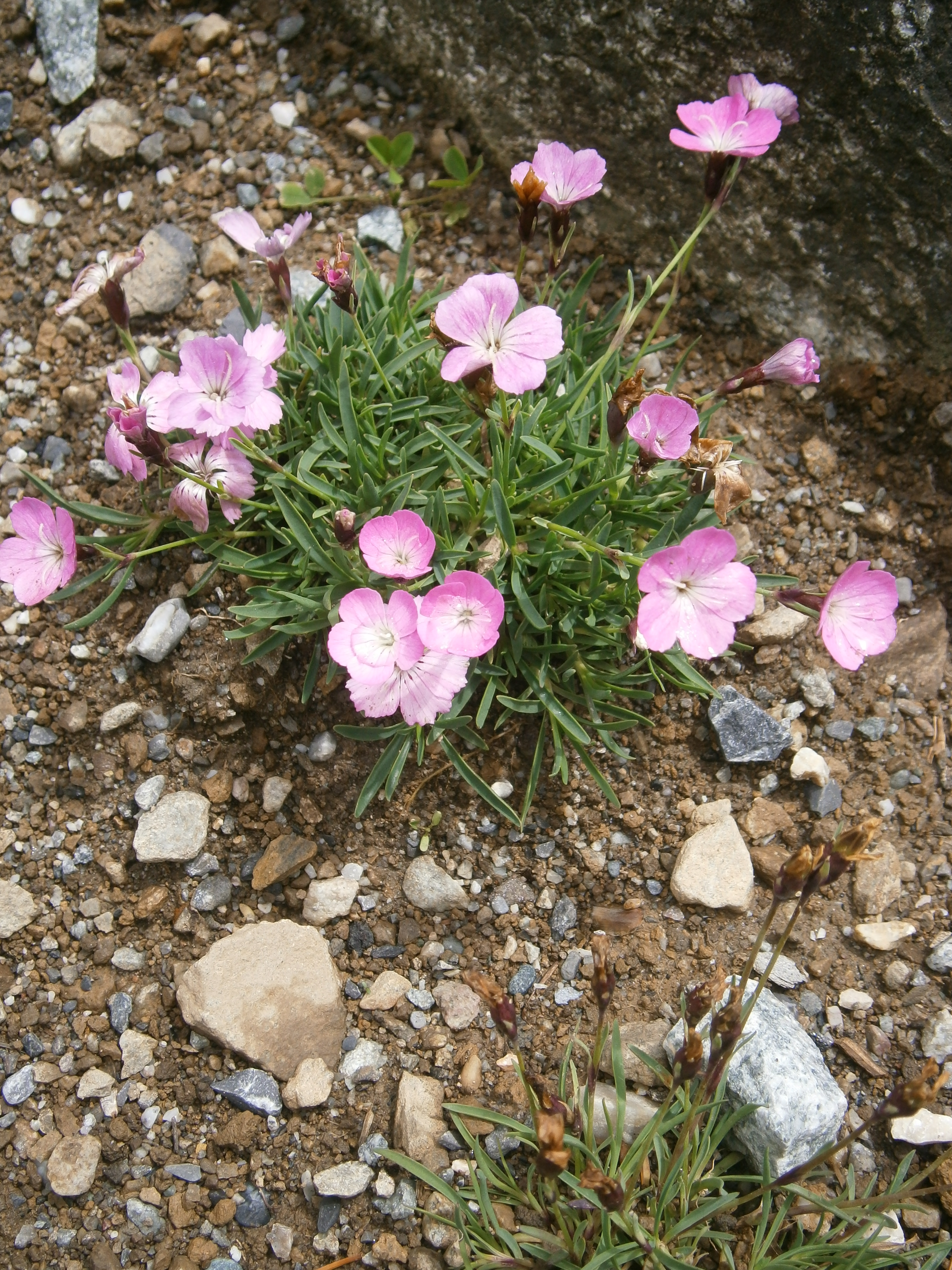
Garofiță de Šar (Dianthus scardicus)
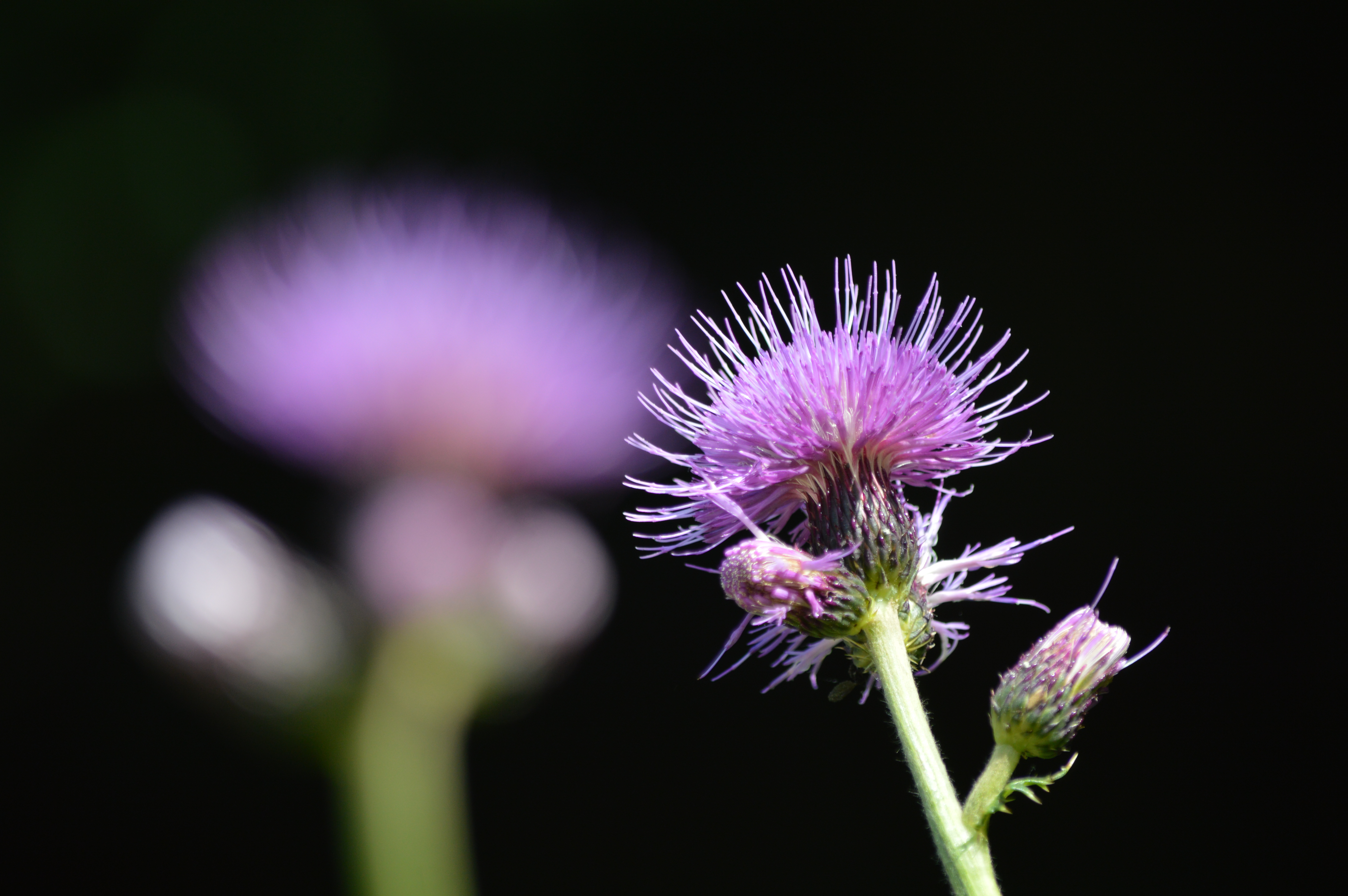
Ciulin (Carduus nutans)
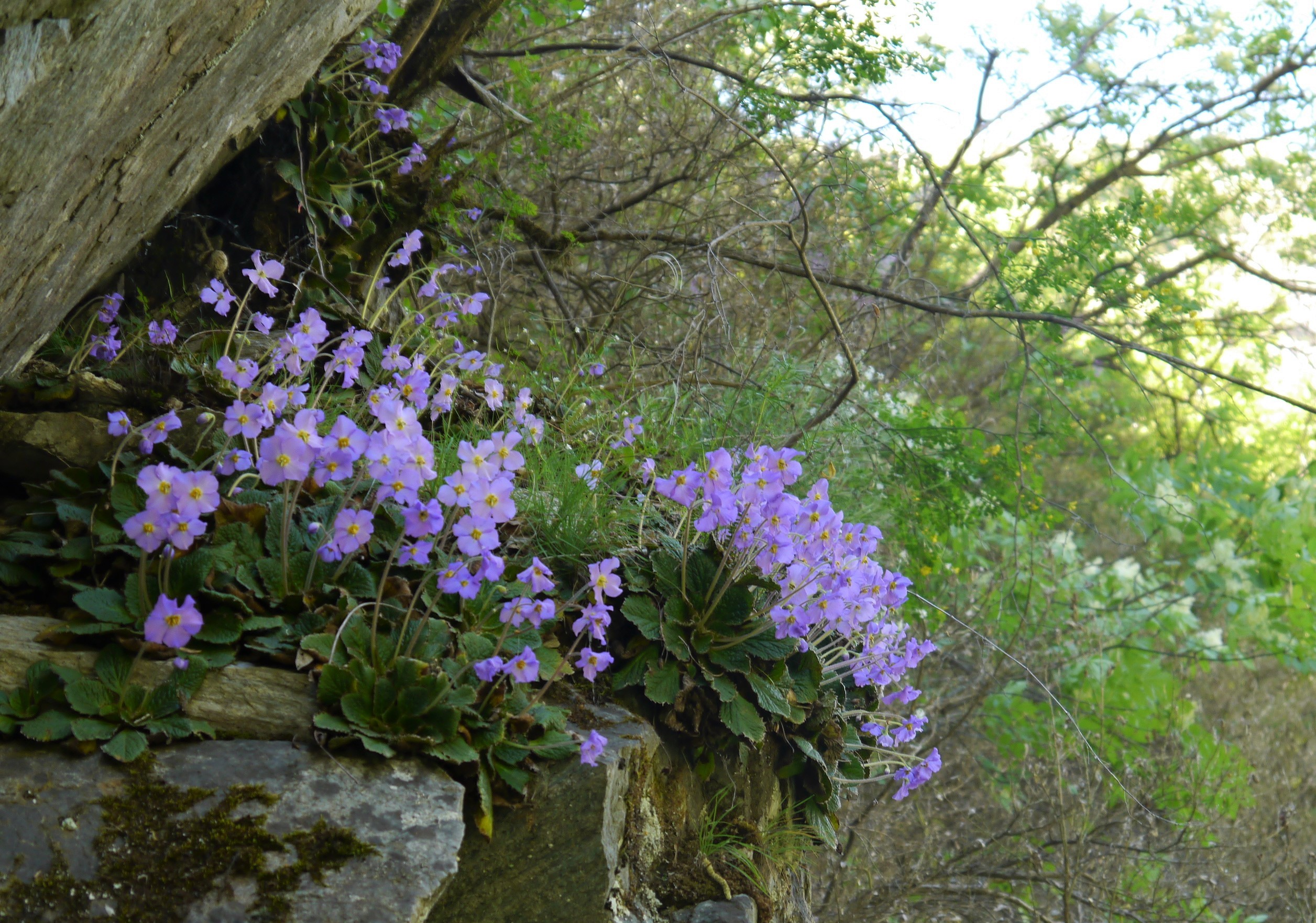
Ramonda Nataliei
(Ramonda nathaliae)

### Faună
Datorită suprafețelor mari de ecosisteme intacte și activității umane limitate, Parcul Național constituie un refugiu pentru mai multe specii pe cale de dispariție de importanță europeană. Acestea includ 32 de specii de mamifere, printre care ursul brun (Ursus arctos), lupul (Canis lupus), râsul balcanic (Lynx lynx balcanicus), șacalul auriu (Canis aureus), dar și capra neagră (Rupicapra rupicapra), mistrețul (Sus scrofa), capra sălbatică (Capra aegagrus), căpriorul (Capreolus capreolus).
Pe munte trăiesc 147 de specii de fluturi, 45 de amfibieni și reptile, între care țestoasa europeană de baltă (Emys orbicularis) și țestoasa lui Hermann (Testudo hermanni ssp. boettgeri), singurele două specii europene de țestoase de apă dulce. Printre cele 200 de specii de păsări se numără potârnichea de stâncă (Alectoris graeca), cocoșul de munte (Tetrao urogallus), stăncuța de munte (Pyrrhocorax pyrrhocorax), stăncuța alpină (Pyrrhocorax graculus), fluturașul de stâncă (Tichodroma muraria), mierla de stâncă (Monticola saxatilis), brumărița de stâncă (Prunella collaris), cinghița alpină (Montifringilla nivalis) și numeroase specii de păsări răpitoare diurne și nocturne precum șoimul dunărean (Falco cherrug), acvila de munte (Aquila chrysaetos), vulturul sur (Gyps fulvus), vulturul egiptean (Neophron percnopterus), șoimul călător (Falco peregrinus).

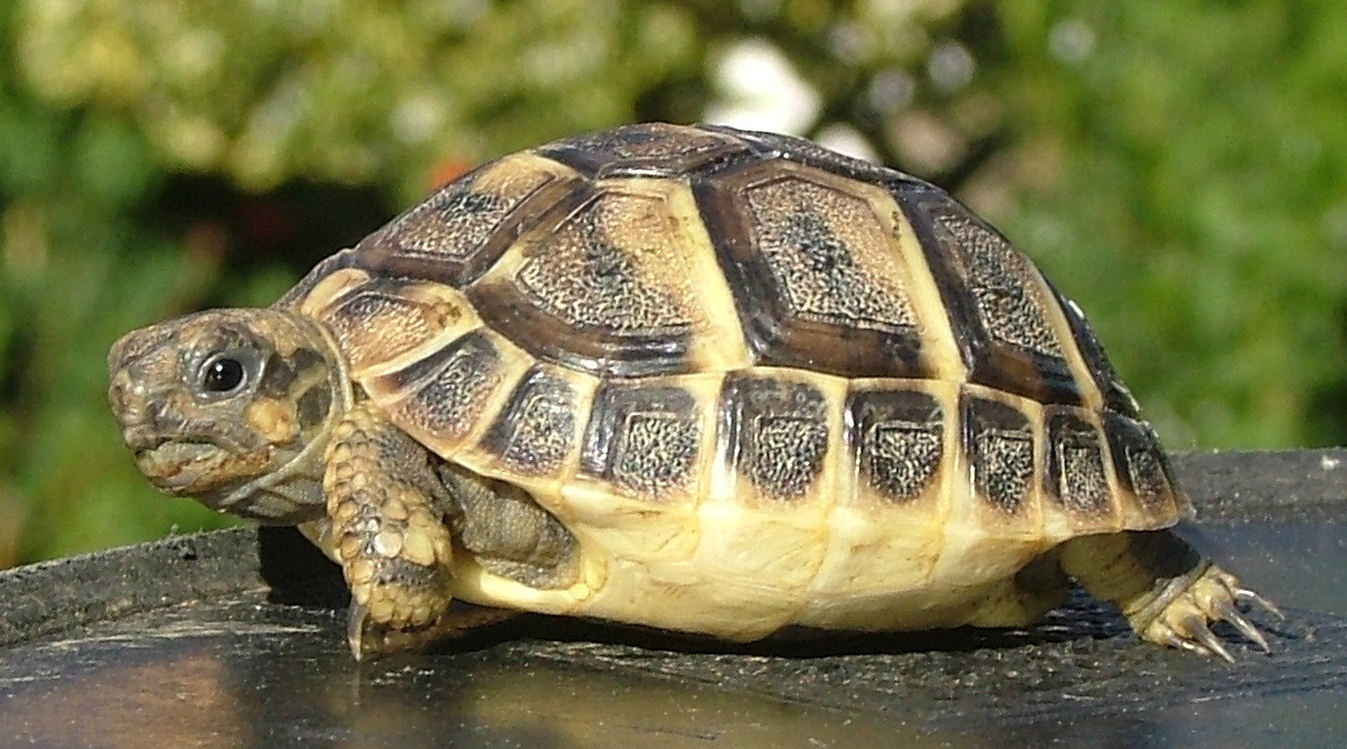
Țestoasa lui Hermann (Testudo hermanni ssp. boettgeri)
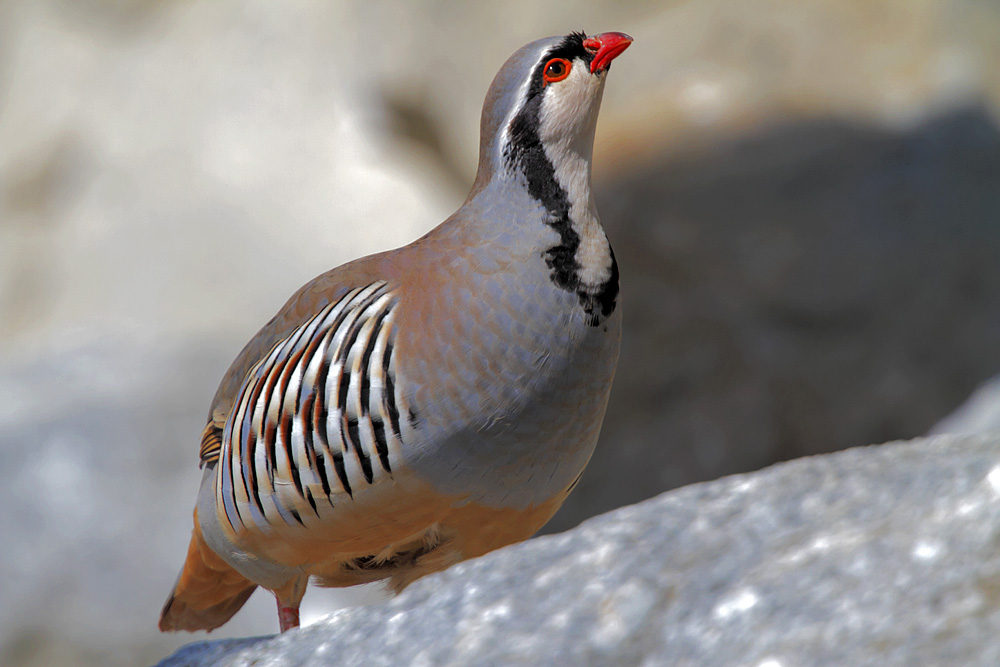
Potârniche de stâncă (Alectoris graeca)
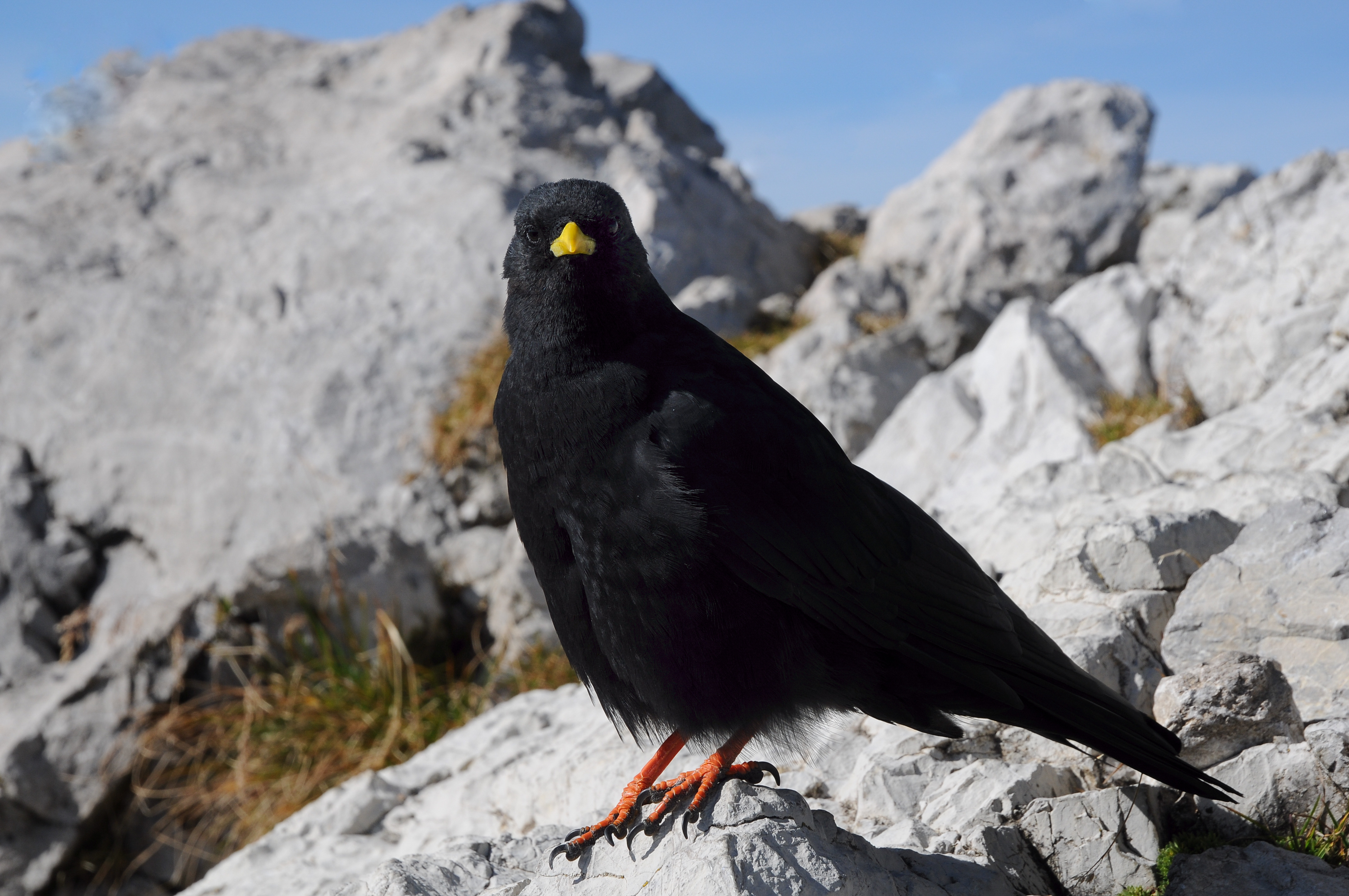
Stăncuță de munte (Pyrrhocorax pyrrhocorax)
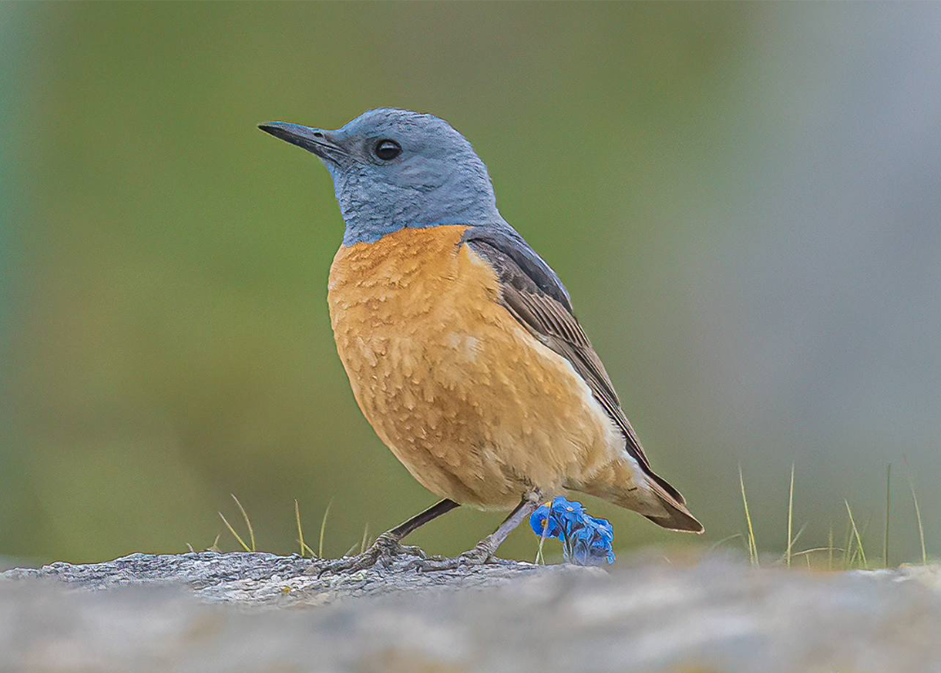
Mierlă de stâncă (Monticola saxatilis)
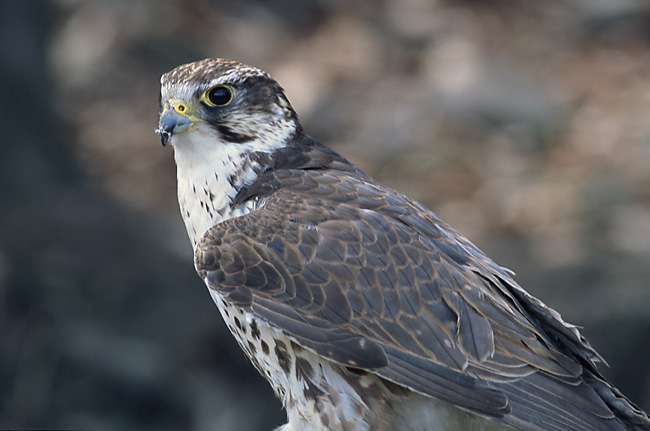
Șoim dunărean
(Falco cherrug)

## Parcul Național Munții Šar, Macedonia de Nord
Parcul Național Munții Šar (în macedoneană Национален парк Шар Планина, transliterat: Natsionalen park Shar Planina) este situat în nord-vestul Macedoniei de Nord, acoperind cea mai mare parte a masivului Šar Planina și a ramurilor sale de pe teritoriul nord-macedonean, de-a lungul graniței cu Kosovo. Parcul național a fost înființat de parlamentul Macedoniei de Nord la 30 iunie 2021, acesta stabilind că suprafața protejată este de 62.705 hectare.
Parcul Național Munții Šar se întinde de-a lungul lanțului montan, de la vârful Ljuboten (în macedoneană  și sârbă Љуботен, în albaneză Luboten, 2.498 m) în nord până la vârful Vrața (în macedoneană Голема Враца, în sârbă Велика Враца, în albaneză Vraca e Madhe, 2.582 m) în sud, unde se învecinează cu Parcul Național Mavrovo. La nord și nord-vest se învecinează cu parcul național omonim din Kosovo. În zona parcului se află câteva dintre cele mai înalte vârfuri din Macedonia de Nord, cel mai înalt fiind Titov Vrv (2.748 m). Muntele se remarcă prin numeroasele vârfuri de peste 2.000 m, precum Mal Turchin (2.702 m), Bakardan (2.700 m), Ljuboten (2.499 m), Livaditsa (2.491 m), Piribeg (2.524 m), Rudoka (2.660 m), Chaušica (2.640 m), Crn Vrv (2.580 m), Vrtop (2.555 m), Kobilitsa (2.526 m), Shilidze (2.502 m).
În munții Sar se găsesc peste 100 de izvoare și 20 de cursuri de apă de suprafață. Principalele râuri sunt Dufska, Vrutnička, Jelovjanska, Kamenjska, Uliverička și Pena, toate constituind afluenți ai râului Vardar. Cele mai mari lacuri din parcul național sunt Bogovinjsko (în macedoneană Боговињско Езеро, transliterat: Bogovinjsko Ezero, suprafață: 66.800 m2, lățime: 225 m, lungime: 452,5 m, adâncime: 4,5 m), situat lângă vârful Borislavec (2.675 m), la 1.936 m altitudine, Lacul Negru (în macedoneană Црно Езеро, transliterat: Crno Ezero, suprafață: 33.520 m2, lungime: 248 m, lățime: 185 m), situat la 2.122 m altitudine și Karanikola (în macedoneană Караниколичко езеро, transliterat: Karanikoličko ezero, suprafață: 26.240 m2, lungime: 290 m, lățime: 115 m, adâncime: 5,5 m), cunoscut și sub numele de Lacul Mare (în macedoneană Голем Ѓол, transliterat: Golem Ǵol), situat în zona Karanikola, la 2.180 m altitudine.
Temperatura medie anuală a aerului din Popova Shapka (1.780 m) este de 4,8°C, mediile maximă și minimă fiind de 30,6°C și -23,0°C. În parcul național, cantitatea medie de precipitații în timpul anului este de aproximativ 700 mm, ajungând până la 1.250 mm în zonele cele mai înalte.

### Floră
Zona face parte din ecoregiunea terestră a pădurilor mixte balcanice (Balkan Mixed Forests) din zona temperată palearctică și biomul temperat al pădurilor de foioase și mixte (Temperate broadleaf and mixed forests).
Flora este bogată și diversă. Pe munții Šar au fost identificate 662 de specii de diatomee, 1.260 de specii de plante vasculare, peste 260 de specii de mușchi, 500 de ciuperci și 160 de licheni. Centura forestieră este reprezentată de păduri de foioase, conifere și mixte. Zona de vegetație de foioase se întinde la partea inferioară a lanțului montan și acoperă aproximativ 60% din suprafața versanților. În aceste păduri, cele mai comune genuri de arbori sunt fagul (Fagus), stejarul (Quercus), castanul (Castanea), arțarul (Acer) și carpenul (Carpinus). Pe lângă arbori, în pădurile de foioase se găsesc și arbuști.
Pe centura de foioase este răspândită o zonă destul de îngustă de conifere, formată din brazi (Abies) și ienupăr (Juniperus), precum și specii endemice și relicte: pin macedonean (Pinus peuce) și pin bosniac (Pinus heldreichii ssp. leucodermis). Pășunile montane înalte acoperă o suprafață de aproximativ 45.000 ha, fiind răspândite deasupra limitei superioare a pădurilor de conifere, în zonele cele mai înalte ale parcului național. Pășunile sunt acoperite cu o varietate de graminee (Poaceae), care cresc și pe cele mai înalte părți ale lanțului montan. Printre graminee, se regăsesc și câteva tipuri de ierburi, multe utilizate drept plante medicinale, care devin treptat mai puțin numeroase din cauza influențelor umane.

### Faună
Fauna de amfibieni din munții Šar este bogată, incluzând 12 dintr-un total de 15 specii care se întâlnesc în Macedonia de Nord: salamandra de uscat (Salamandra salamandra), salamandra alpină (Ichthyosaura alpestris), tritonul crestat italian (Triturus carnifex), tritonul comun (Lissotriton vulgaris), buhaiul de baltă cu burtă galbenă (Bombina variegata), broasca râioasă verde (Bufo viridis), broasca râioasă brună (Bufo bufo), brotăcelul (Hyla arborea), broasca roșie de pădure (Rana dalmatina), broasca grecească de pârâu (Rana graeca), broasca roșie de munte (Rana temporaria) si broasca mare de lac (Pelophylax ridibundus). Fauna reptilelor nu este mai puțin reprezentată, fiind înregistrate 17 specii, ceea ce reprezintă aproape jumătate din numărul total din Macedonia de Nord: țestoasa de uscat grecească (Testudo graeca), țestoasa lui Hermann (Testudo hermanni), șopârla apodă (Anguis fragilis), șopârla de câmp (Lacerta agilis), gușterul vărgat (Lacerta trilineata), gușterul (Lacerta viridis), șopârla de munte (Zootoca vivipara), șopârla lui Erhard (Podarcis erhardii), șopârla de zid (Podarcis muralis), șarpele de stepă (Dolichophis caspius), șarpele de alun (Coronella austriaca), șarpele lui Esculap (Elaphe longissimus), șarpele de casă (Natrix natrix), șarpele de apă (Natrix tessellata), vipera cu corn (Vipera ammodytes), vipera comună (Vipera berus) și vipera de stepă (Vipera ursinii).
Avifauna din munții Šar este relativ modestă, având în vedere dimensiunea și bogăția de habitate. Se estimează că pot fi găsite cel puțin 130 de specii de păsări, precum stăncuța de munte (Pyrrhocorax pyrrhocorax), stăncuța alpină (Pyrrhocorax graculus), fluturașul de stâncă (Tichodroma muraria), brumărița de stâncă (Prunella collaris), ciocârlia urecheată (Eremophila alpestris) și cinghița alpină (Montifringillla nivalis). Dintre speciile de pădure, cele mai interesante sunt cele care se găsesc în pădurile de conifere, precum alunarul (Nucifraga caryocatactes), forfecuța (Loxia curivrostra), mierla gulerată (Turdus torquatis). Cristelul de câmp (Crex crex), o specie pe cale de dispariție în Europa, este una dintre cele mai interesante specii care pot fi găsite în pajiștile umede și în vegetația înaltă de-a lungul pâraielor de munte. Dintre vulturi, se găsește doar vulturul sur (Gyps fulvus), care nu cuibărește în munții Šar, ci apare în lunile de vară, în căutarea hranei. Numărul altor păsări răpitoare a scăzut de asemenea, astfel încât se găsesc doar câteva perechi de acvile de munte (Aquila chrysaetos).
În munții Šar au fost înregistrate 45 de specii de mamifere, dintr-un total de 78 din Macedonia de Nord. Dintre acestea, cinci sunt pe lista roșie la nivel global, dintre care trei sunt clasificate ca fiind pe cale de dispariție. Cel mai amenințat este șoarecele de zăpadă balcanic (Dinaromys bogdanovi), clasificat ca specie vulnerabilă, care locuiește în munți, la mare altitudine, în timp ce râsul balcanic (Lynx lynx balcanicus) este subspecia pe cale de dispariție cea mai amenințată în Macedonia de Nord, cu o populație estimată la 40-50 de adulți. Dihorul (Mustela putorius), șoarecele macedonean (Mus macedonicus), ursul brun (Ursus arctos) și capra neagră balcanică (Rupicapra rupicapra balcanica) sunt, de asemenea, specii protejate.

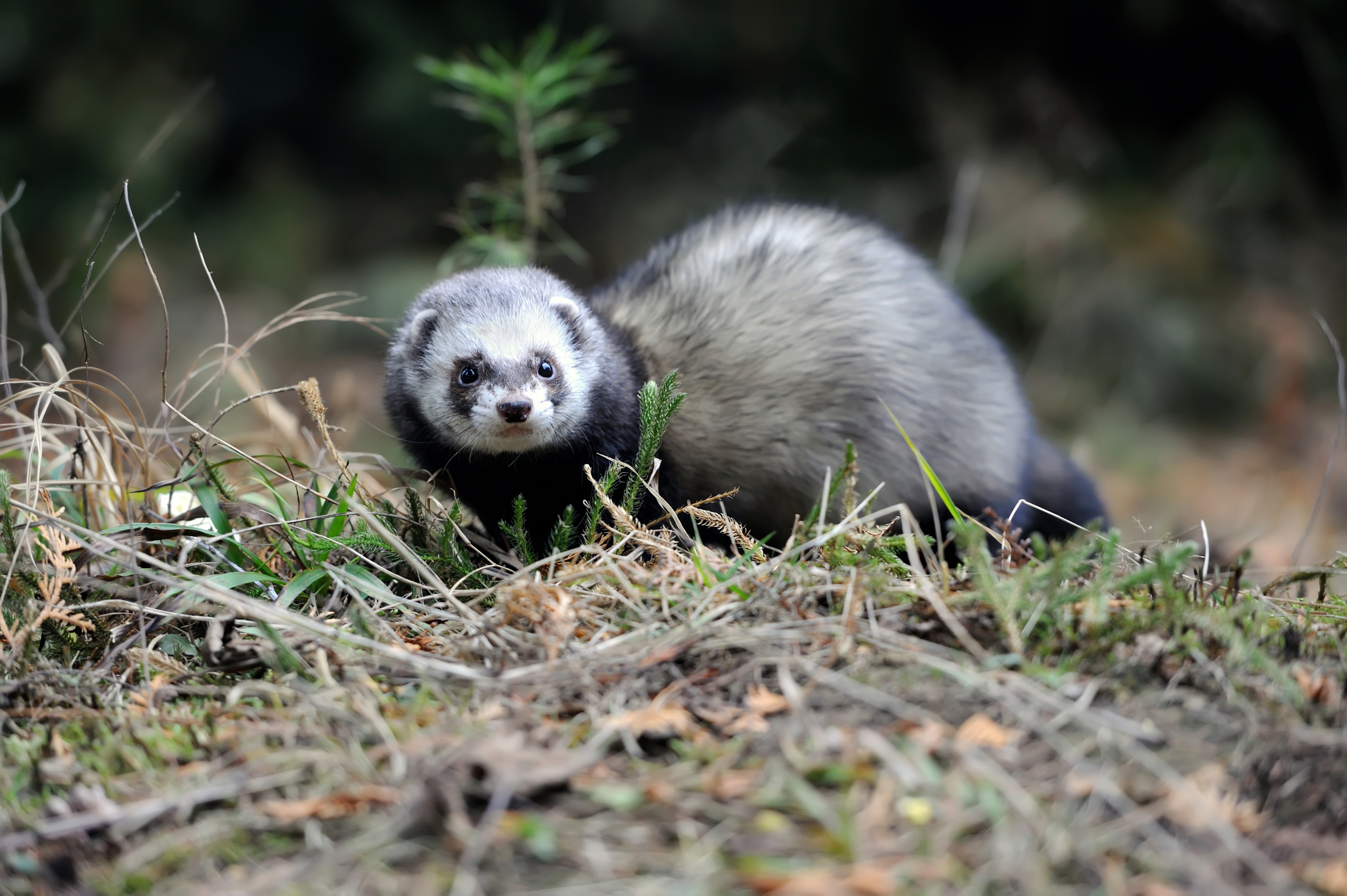
Dihor (Mustela putorius)
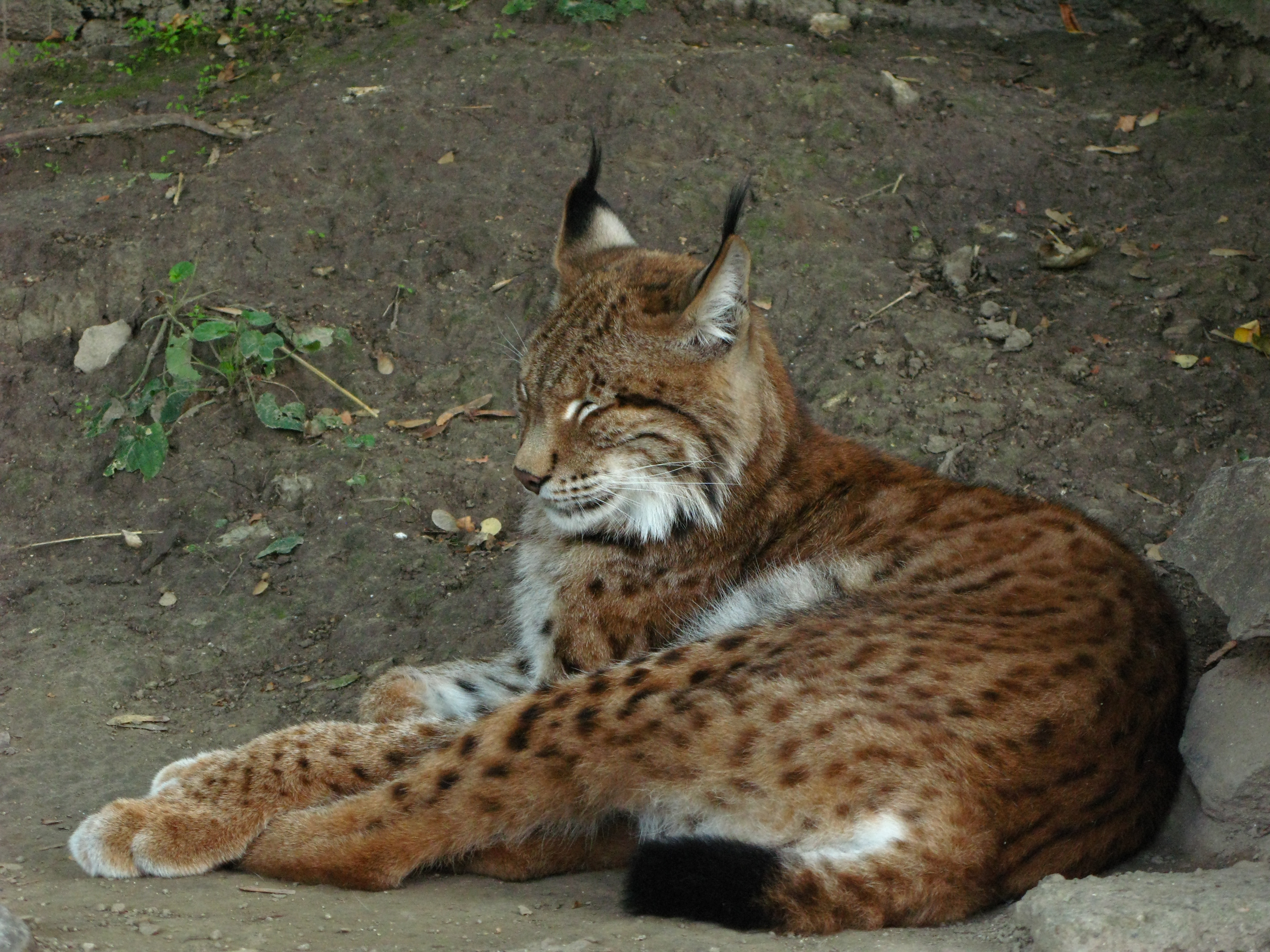
Râs balcanic (Lynx lynx balcanicus)
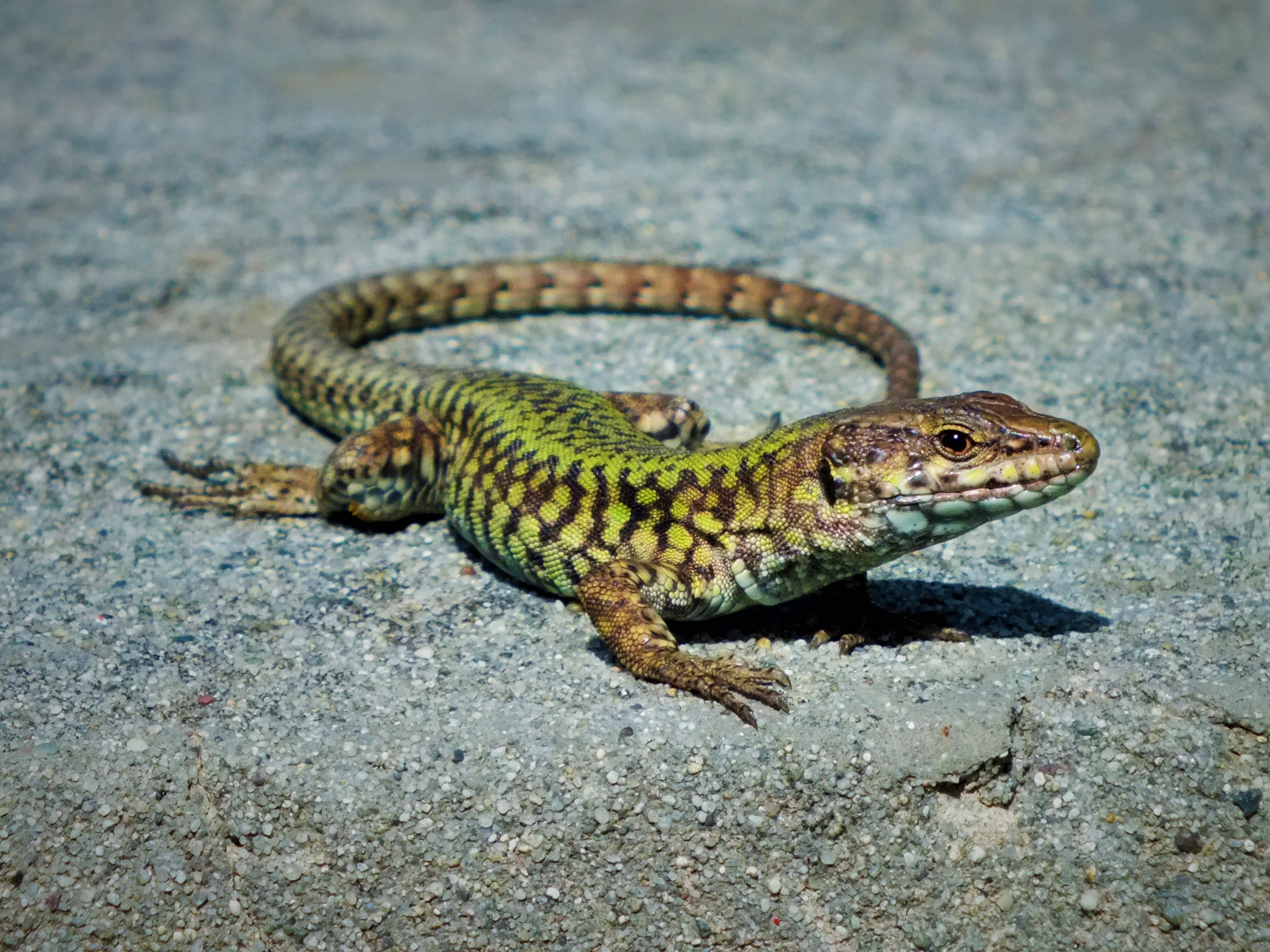
Șopârlă de zid (Podarcis muralis)
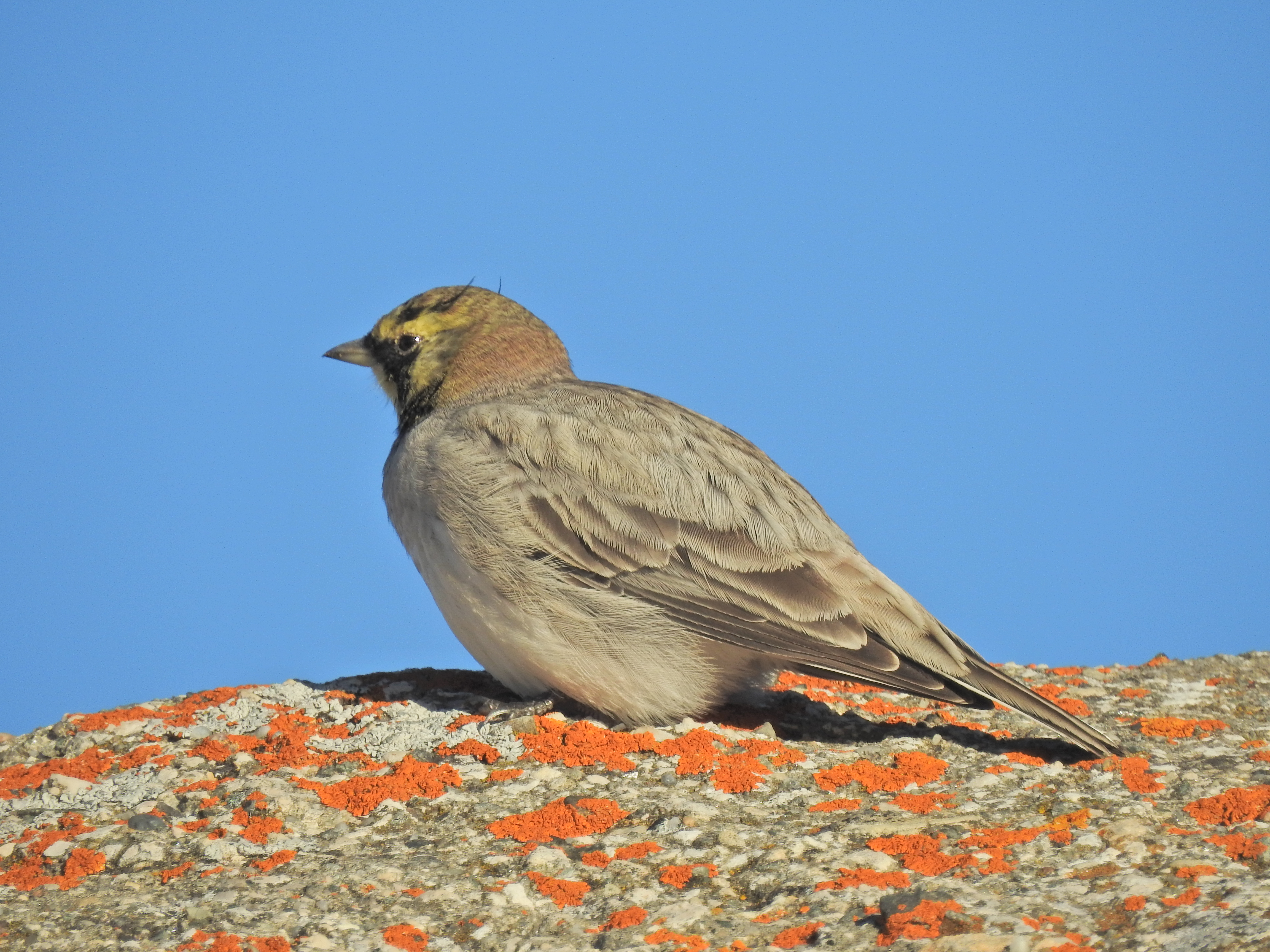
Ciocârlie urecheată (Eremophila alpestris)
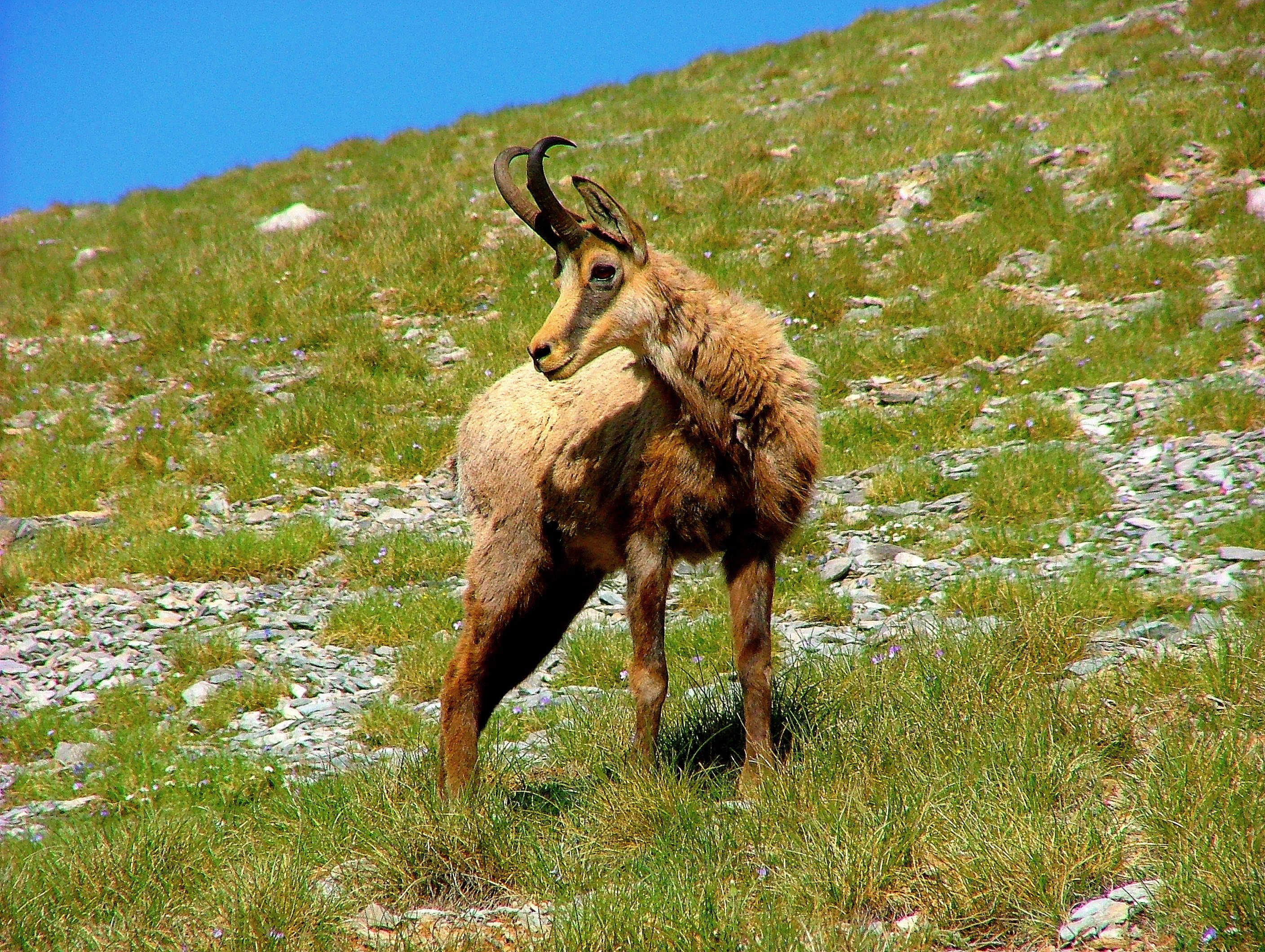
Capră neagră balcanică
(Rupicapra rupicapra balcanica)

## Turism
Această parte a Balcanilor este considerată un „colț nedescoperit al Europei”, atrăgând în special turiști cu spirit aventuros și oferind condiții bune pentru o vacanță activă în natură. Vârful Rudoka este accesibil atât dinspre Kosovo (din Brod), cât și din Macedonia de Nord. Pe partea de sud, un traseu cu plecare din Senokos (municipalitatea Vrapčište) urcă spre vârf.
Dinspre Kosovo, din parcarea stațiunii de schi, se urmează poteca spre sud prin valea îngustă până la un pod peste râul Brod situat la 1.630 m altitudine. Nu se trece podul, ci se continuă pe malul drept. Se urmează ruta marcată care urcă abrupt până la aproximativ 1.800 m altitudine, apoi se continuă pe malul drept al unui afluent al râului până în zona pășunilor montane. Pe la 2.100 m, se urcă o pantă abruptă pentru a ieși într-o vale înaltă, aproape plană și se continuă spre sud-est. La vârful Rudoka se ajunge străbătând o succesiune de platouri și morene. La coborâre se poate urma traseul spre lacul Shutmanit.
Pe partea nord-macedoneană, munții Šar oferă condiții excelente pentru turismul de masă și alternativ. Cel mai dezvoltat sector al turismului de masă este schiul, ale cărui nevoi sunt satisfăcute de Centrul de Schi „Popova Shapka” (în macedoneană Cки центар Попова Шапка, transliterat: Cki centar Popova Šapka), situat la o altitudine de 1.710 m, la aproximativ 15 km nord-est de vârful Rudoka, în apropiere de orașul Tetovo. Centrul deține 3 telecabine, mai multe teleschiuri mici și medii și pârtii de schi cu o lungime totală de 20 km. În vecinătate se găsesc mai multe hoteluri, restaurante și case de vacanță. Formele alternative de turism, precum alpinismul, snowboardingul, ciclismul montan, parapantismul, observarea păsărilor (birdwatching), vânătoarea sportivă și pescuitul au un mare potențial de dezvoltare. Pentru a satisface nevoile turiștilor, în parcul național nord-macedonean există numeroase adăposturi montane, dintre care cele mai cunoscute sunt cabanele „Ljuboten” și „Smreka”. Vârful Rudoka este inclus în circuitul Prima traversare macedoneană de vest (în macedoneană Прва - Западна Македонска трансферзала, transliterat: Prva - Zapadna Makedonska transferzala), un circuit de alpinism în lungime de aproximativ 200 km care are loc în fiecare an.

Centrul de Schi „Popova Shapka”
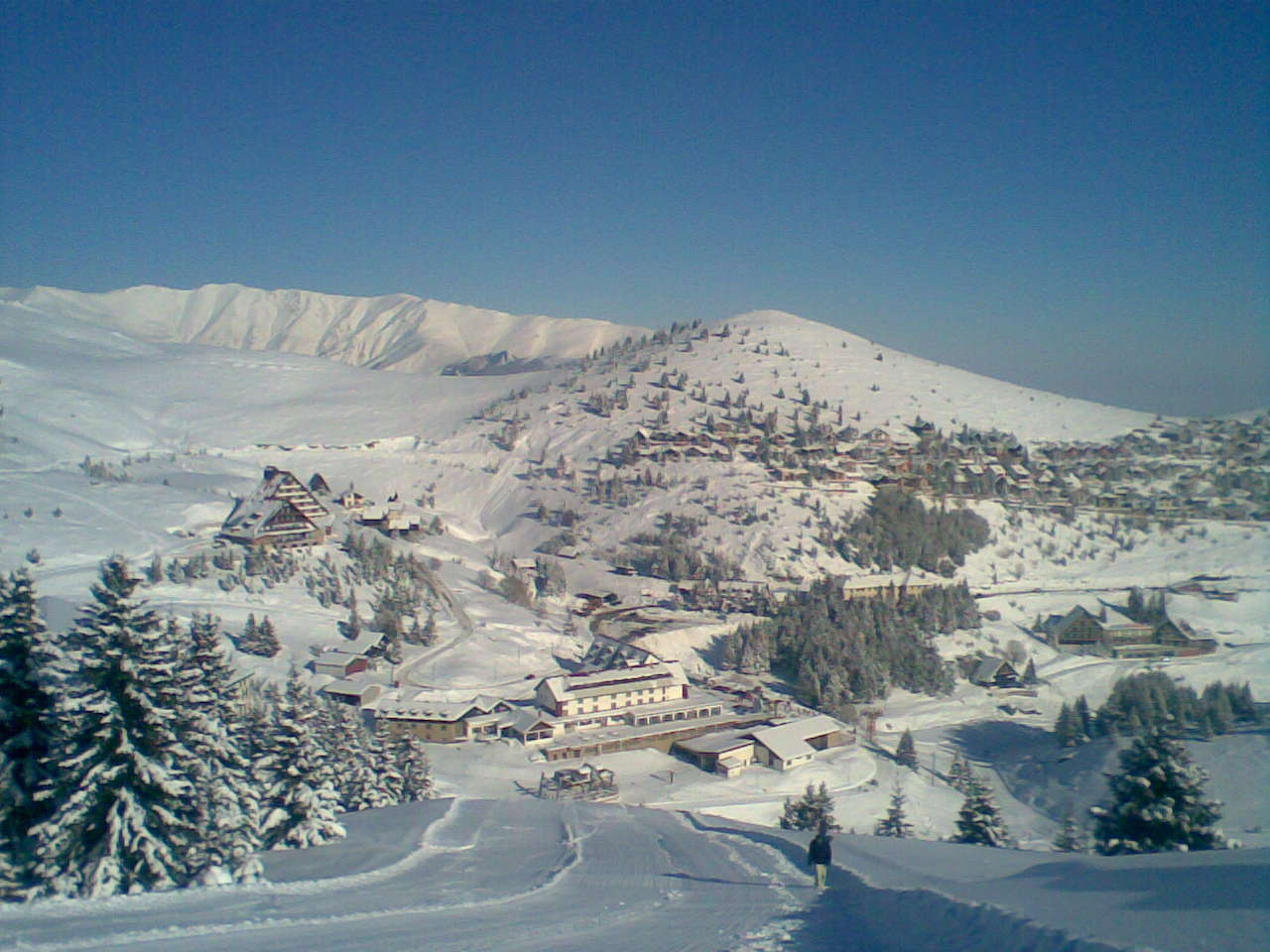
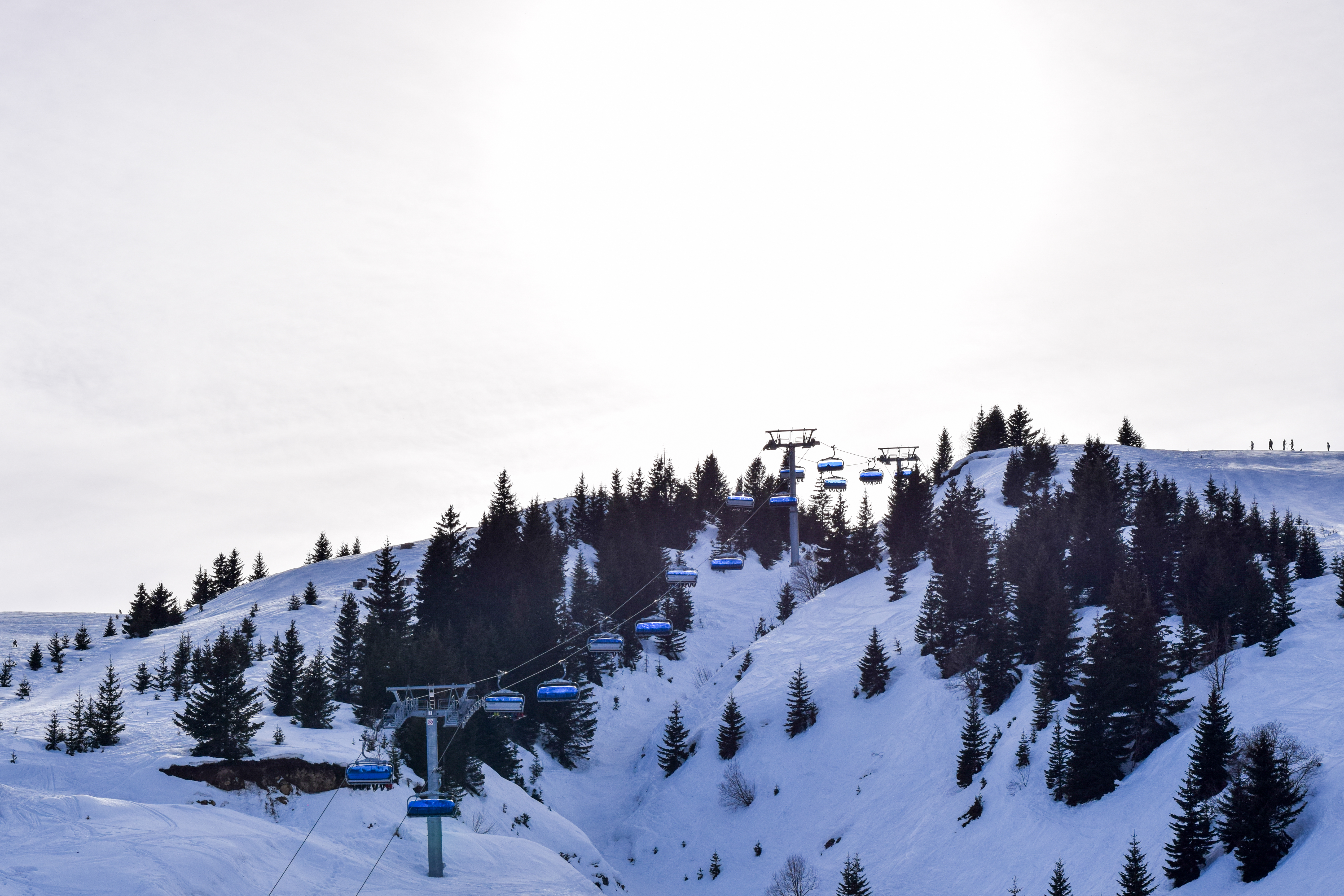
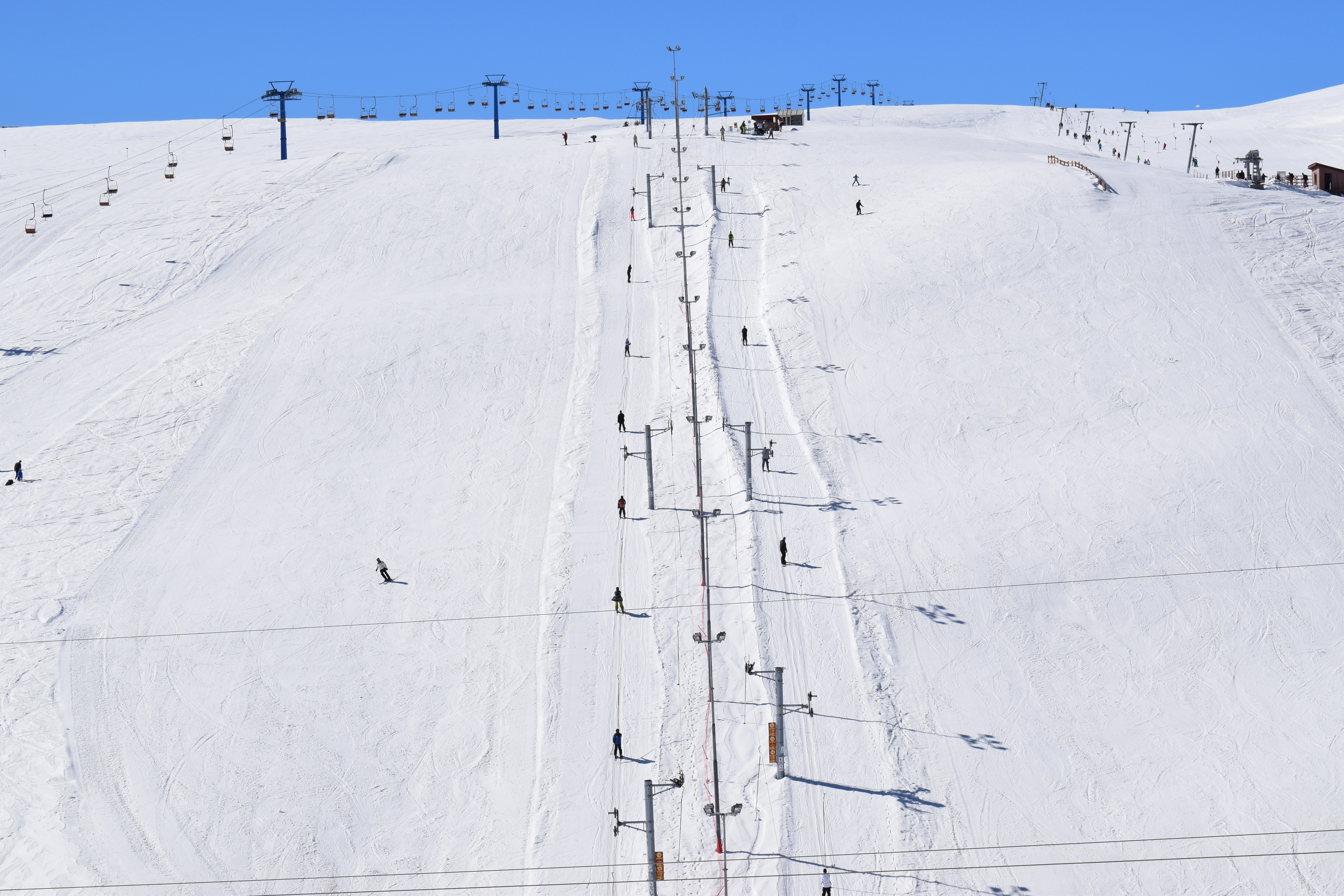
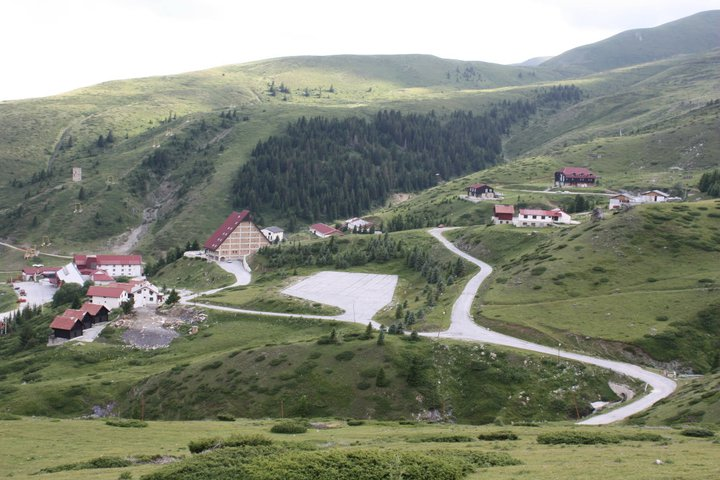
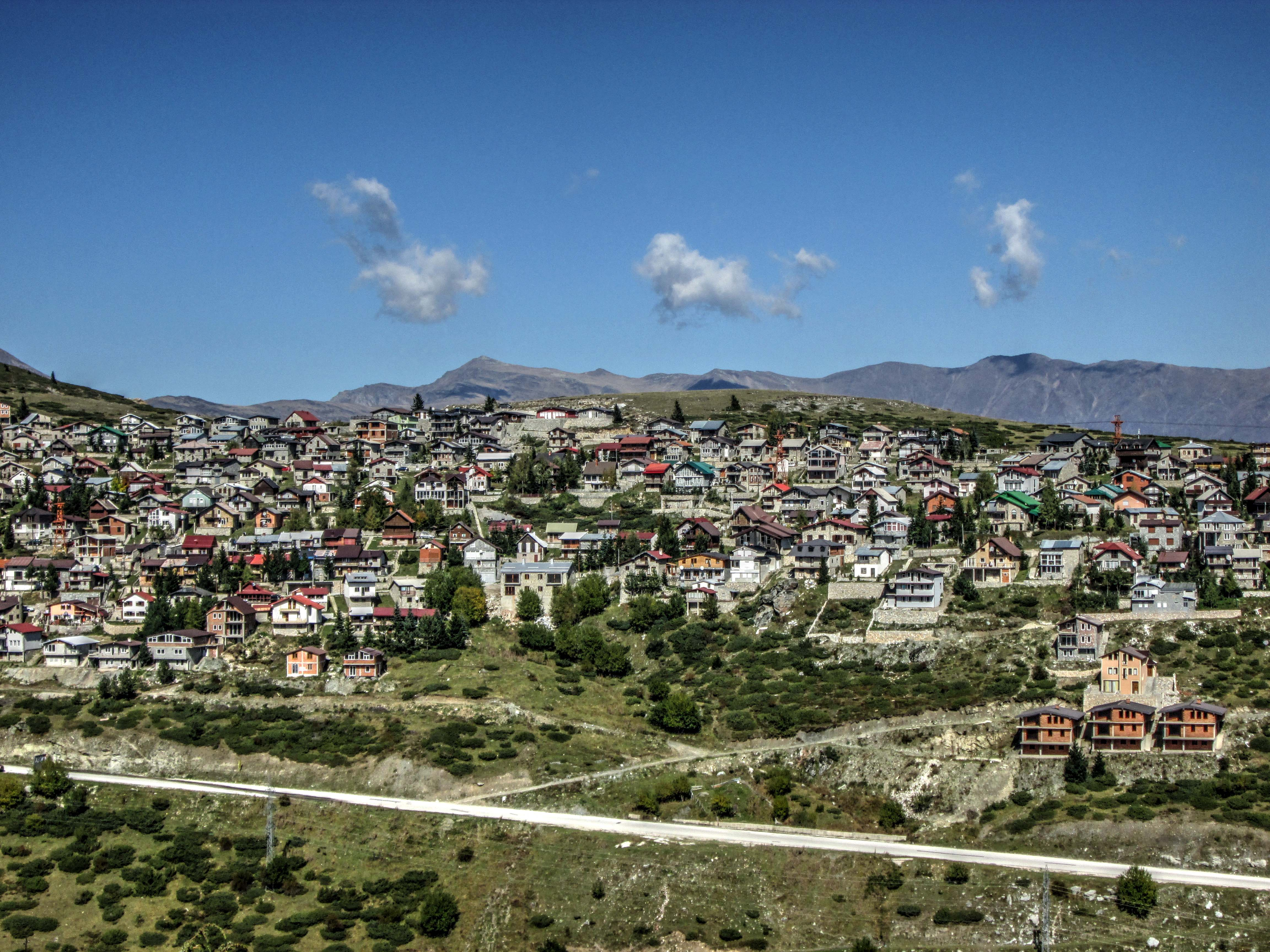

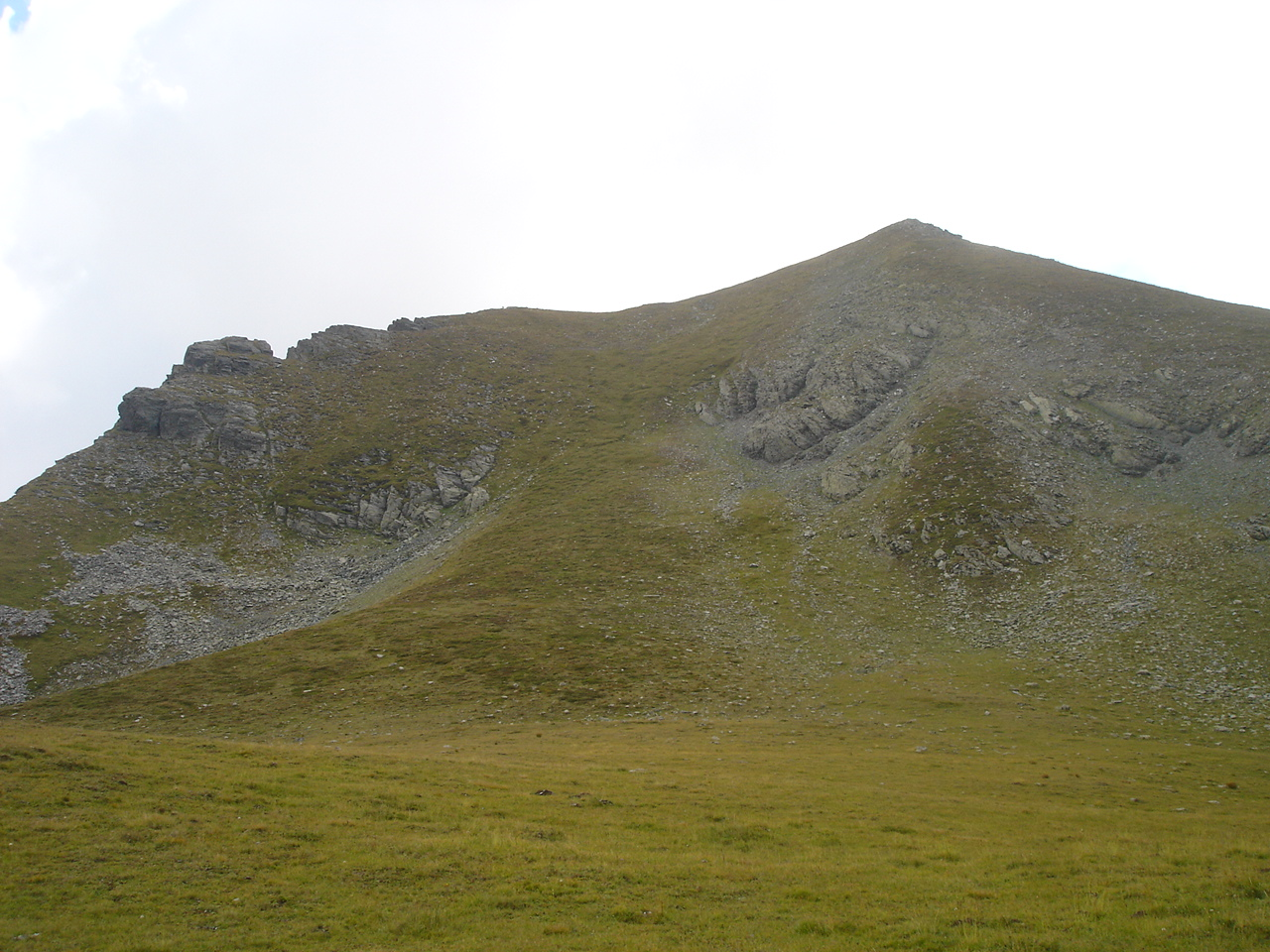
Vârful Rudoka (2.660 m)
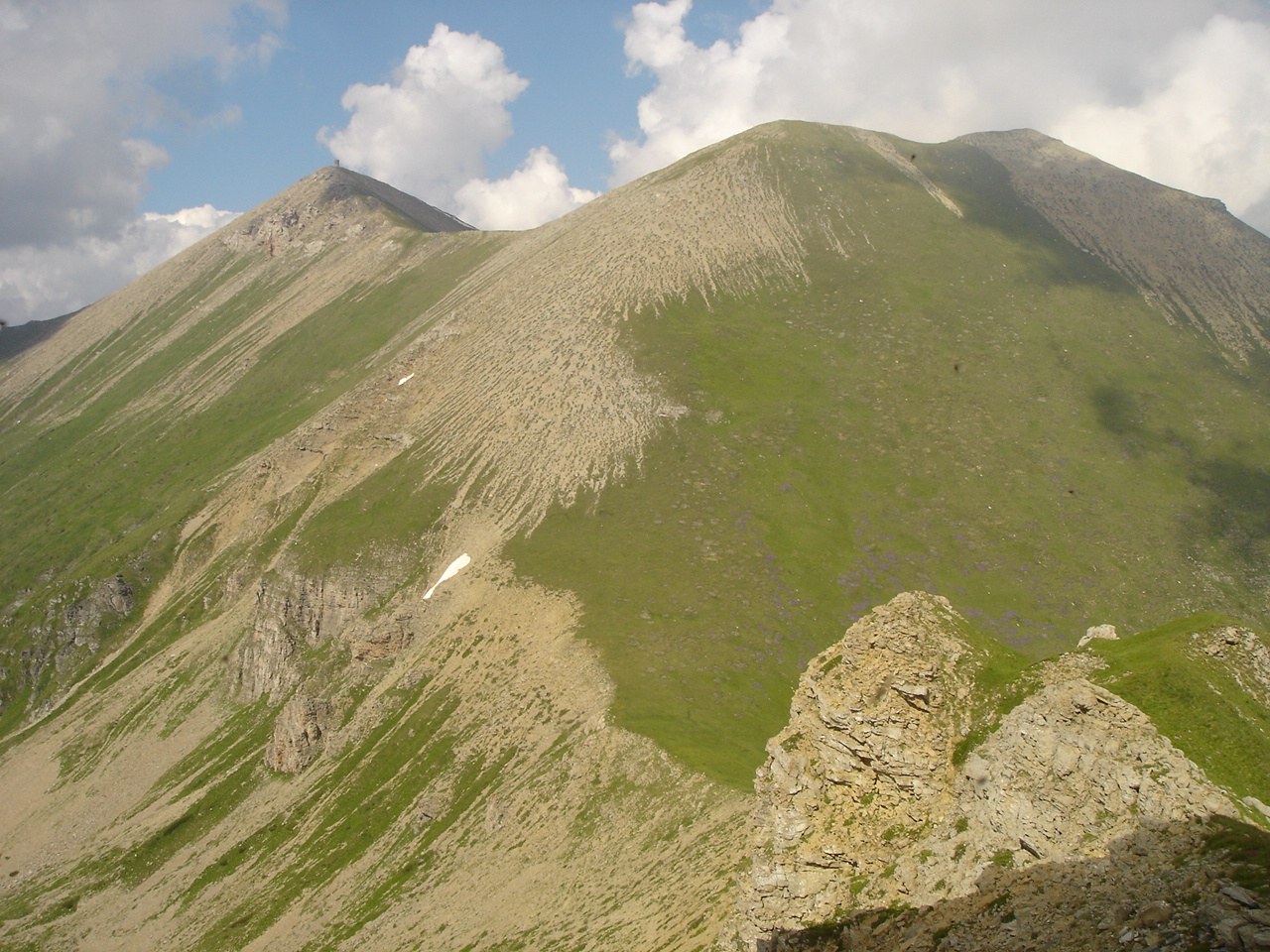
Titov Vrv (2.748 m), vârful principal din munții Šar
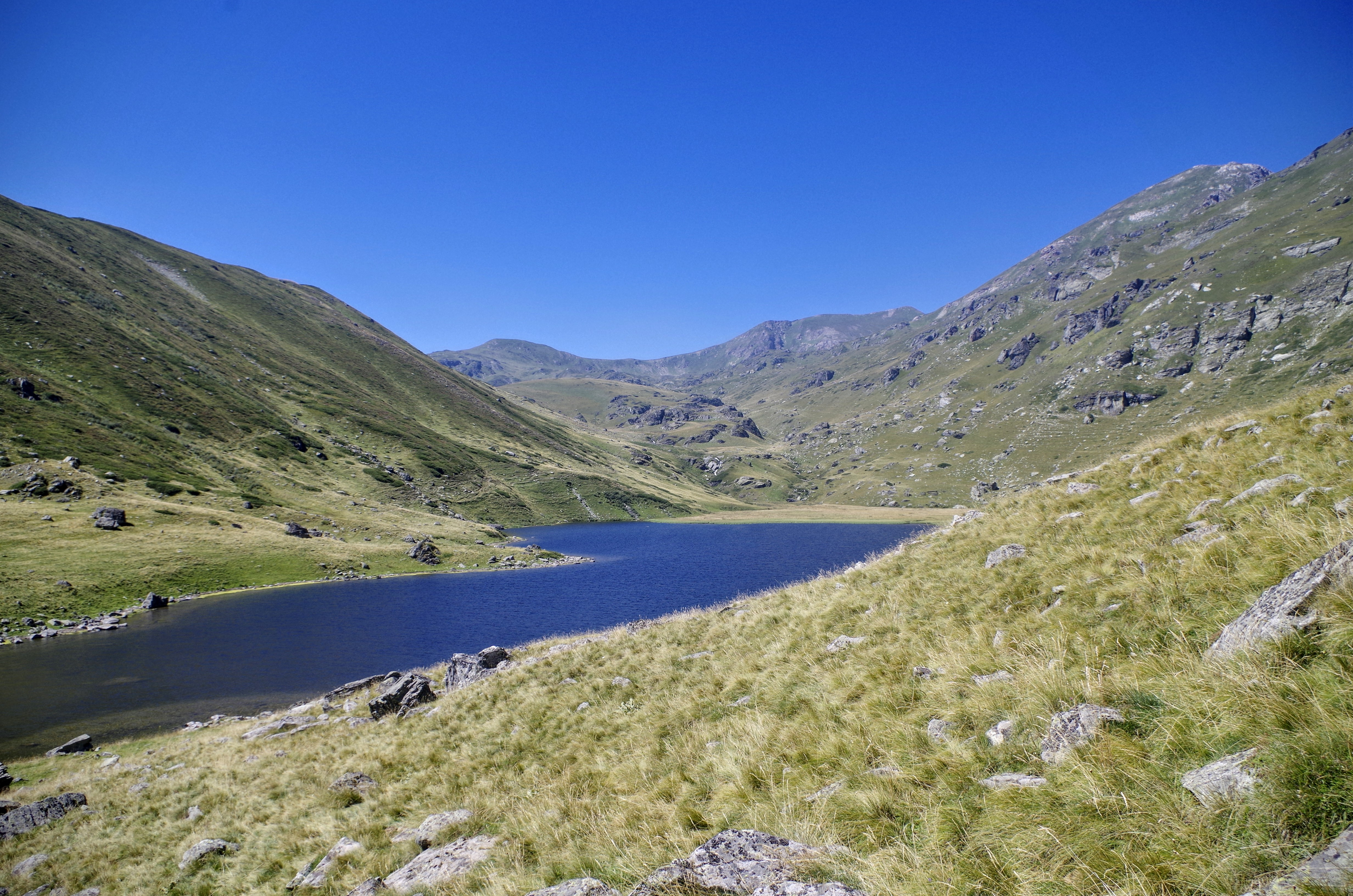
Lacul Bogovinjsko (1.936 m)
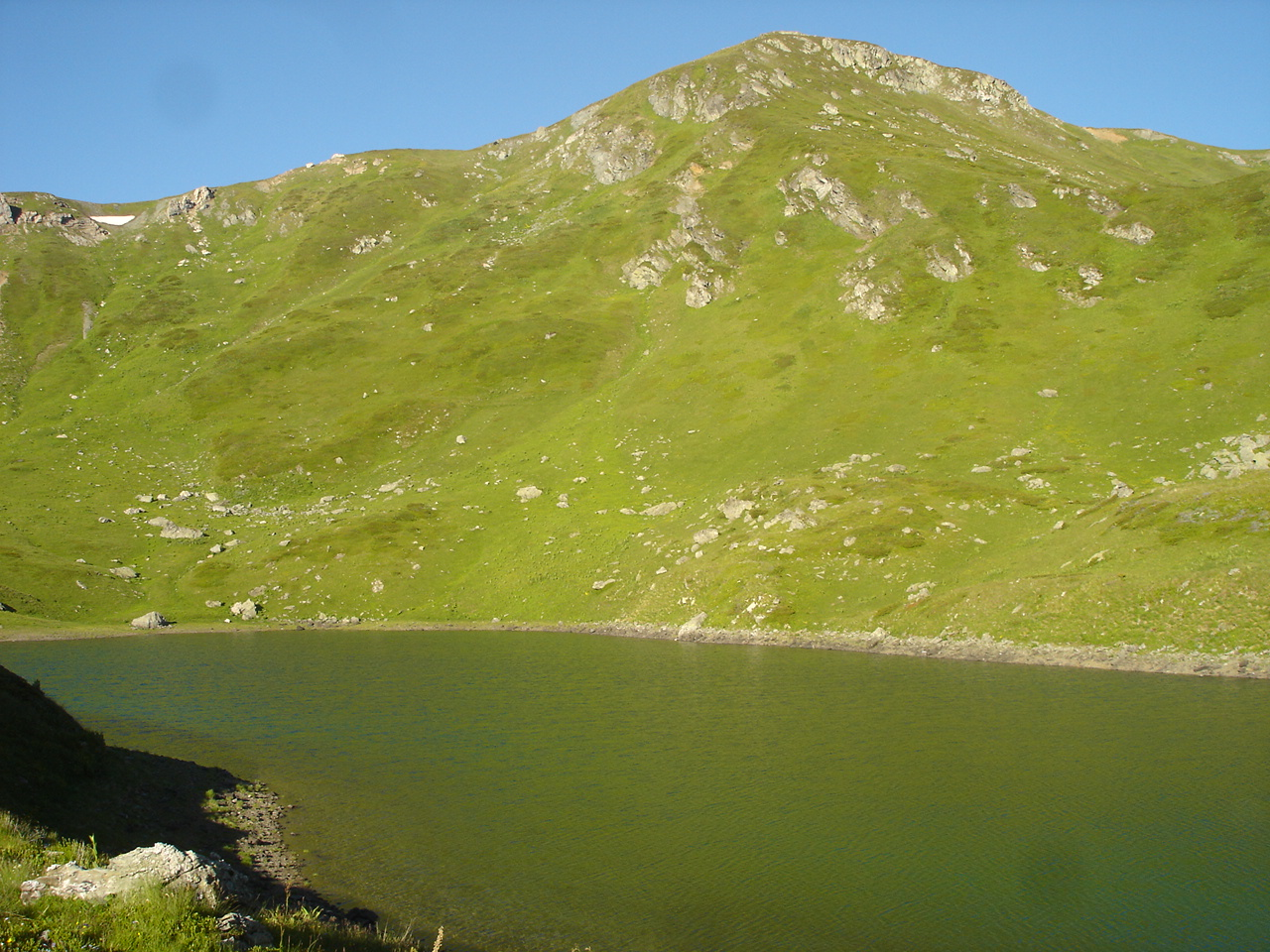
Lacul Karanikola (2.180 m)
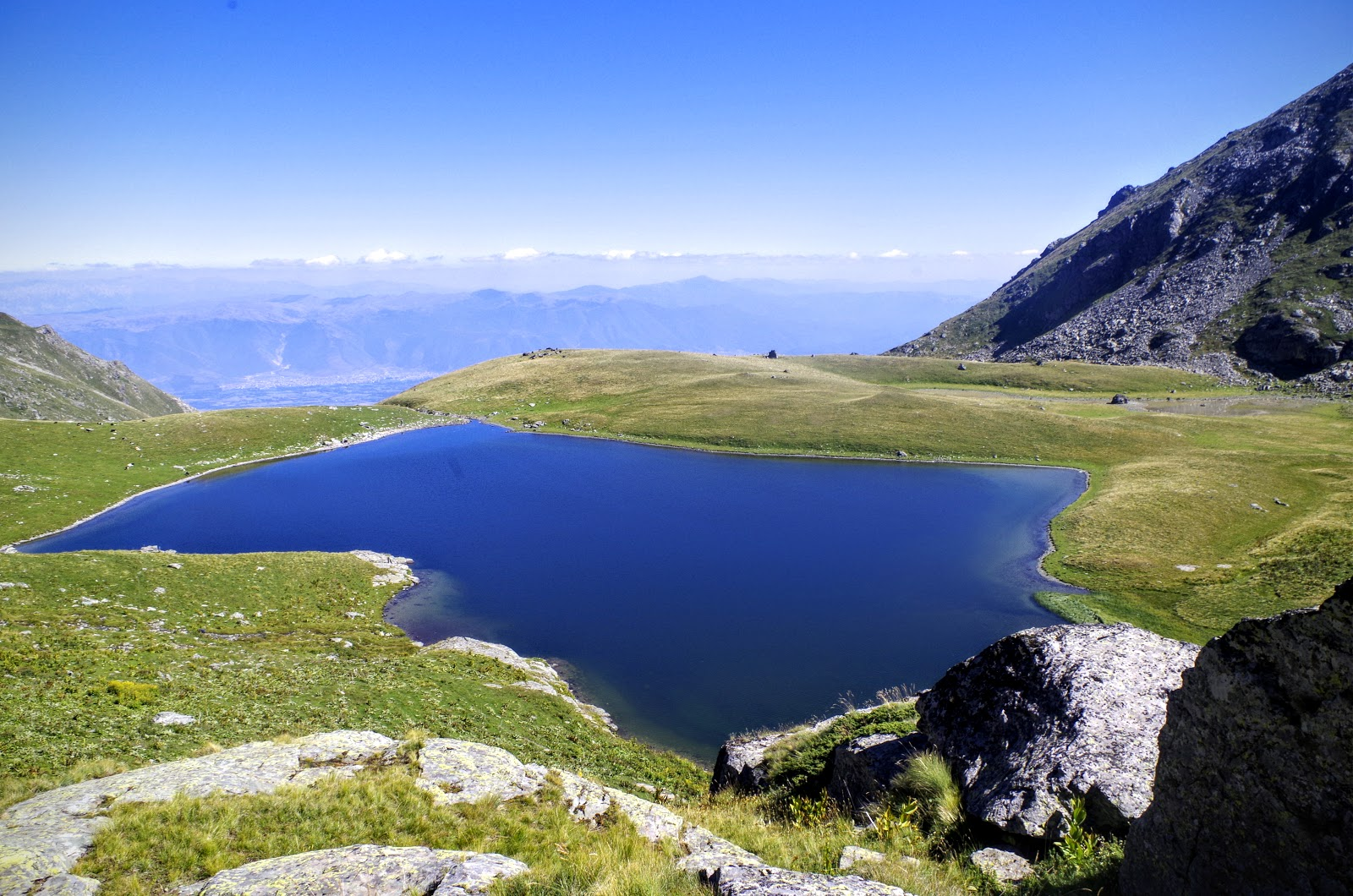
Lacul Negru (Crno jezero, 2.164 m)
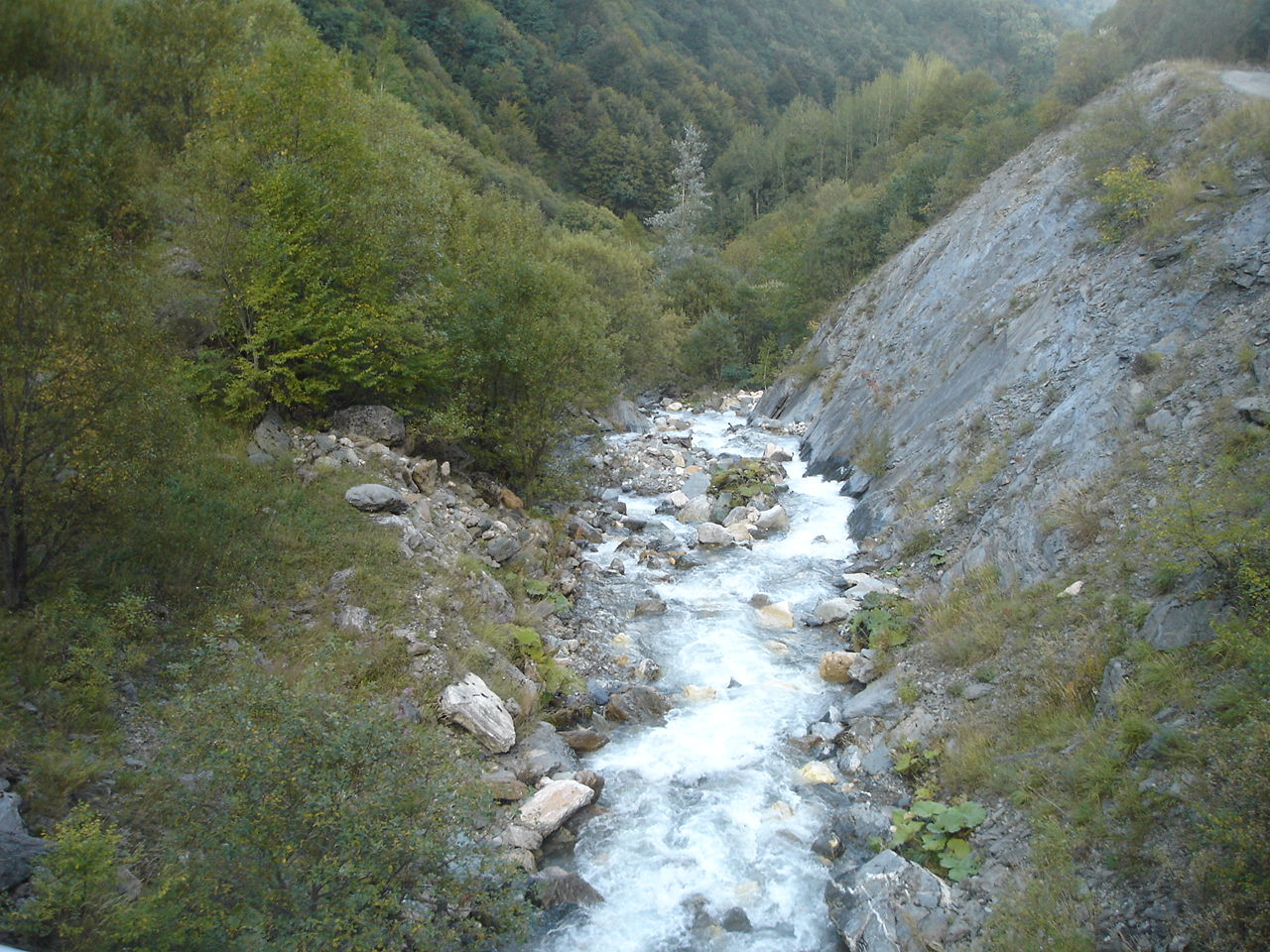
Râul Mazdrača
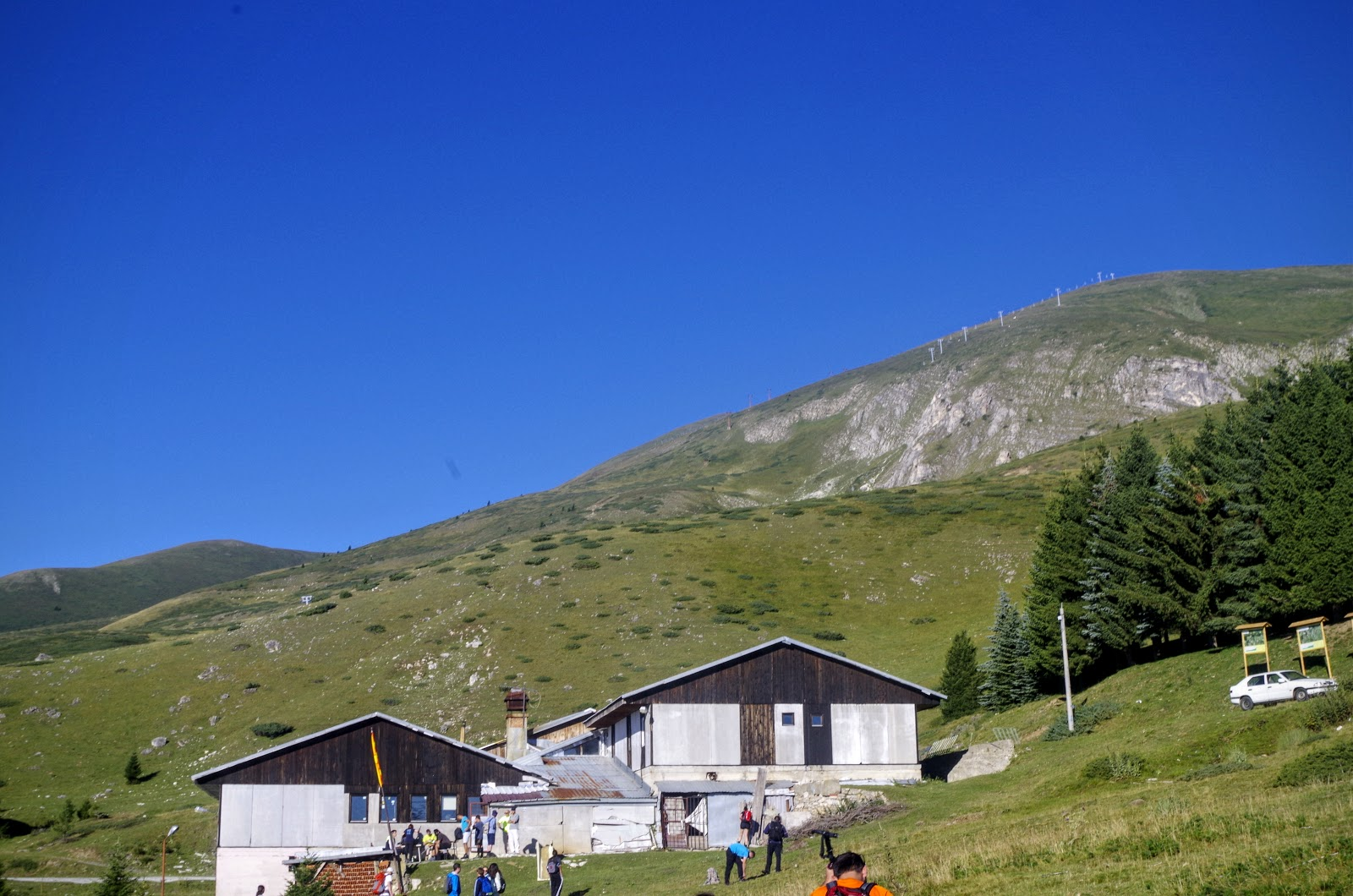
Cabana Smreka (1.800 m)